# Église Sainte-Marguerite de Paris
Pour les articles homonymes, voir Église Sainte-Marguerite.
L'église Sainte-Marguerite est une église de culte catholique romain datant du XVIIe siècle, située 36, rue Saint-Bernard dans la 11e arrondissement de Paris, en France.

## Localisation
L'entrée de l'église est située dans le sud du 11e arrondissement de Paris, à mi-chemin des places de la Bastille et de la Nation, à une centaine de mètres au nord de la rue du Faubourg-Saint-Antoine et à une dizaine au sud de la rue de Charonne. L'entrée de l'église se trouve au 36, rue Saint-Bernard et son chevet donne sur la rue Charrière. Elle est bordée au sud par le square Raoul-Nordling.

## Historique

### Origines
Le 29 octobre 1624, Jean de Vitry, seigneur de Reuilly, fait donation à Antoine Fayet, curé de Saint-Paul, d'un terrain pour y bâtir une chapelle dédiée à sainte Marguerite. Après avoir été église succursale de l'église Saint-Paul en 1634, cette chapelle devient église paroissiale en 1712.
Le cimetière Sainte-Marguerite est ouvert derrière l'église en 1637. La nef et les bas-côtés sont allongés en 1679. En 1703, Gilles Le Sourd, curé de Saint-Paul, entreprend la construction de la chapelle du transept nord appelée chapelle Saint-Joseph-Sainte-Marguerite. Le transept sud est agrandi avec la chapelle de la Vierge en 1724. Entre 1760 et 1764, l'architecte Victor Louis (1731-1800) construit la chapelle des Âmes-du-Purgatoire dans le style néo-classique et le peintre Paolo Antonio Brunetti (1723-1783) est chargé de sa décoration en trompe-l’œil. C'est un exemple unique et exceptionnel de cet art du trompe-l'oeil  conservé à Paris. 

### Période révolutionnaire
En 1790, l'église Sainte-Marguerite est le siège de l'une des 52 paroisses urbaines du diocèse de Paris. 
La chapelle de l'ancien couvent des Annonciades de Popincourt supprimé en 1782 devient en 1791 une succursale de l'église Sainte-Marguerite puis l'église de la nouvelle paroisse Saint-Ambroise créée en 1791 en démembrement de la paroisse Sainte-Marguerite. 
Le curé de Sainte-Marguerite depuis 1743, l'abbé Charles-Bernardin de Laugier de Beaurecueil (1712-1794), refuse de prêter le serment constitutionnel et se trouve destitué en janvier 1791.
Pendant la Révolution française, les corps de 300 personnes guillotinées sur les places de la Bastille et de la Nation sont enterrés dans le cimetière de l'église Sainte-Marguerite.
Le 22 prairial an III (10 juin 1795), sur ordre du comité de Sûreté générale de la Convention, le fils de Louis XVI, Louis-Charles Capet — Louis XVII pour les royalistes —, est inhumé dans ce cimetière, sans doute dans une fosse commune, deux jours après sa mort à la prison du Temple.

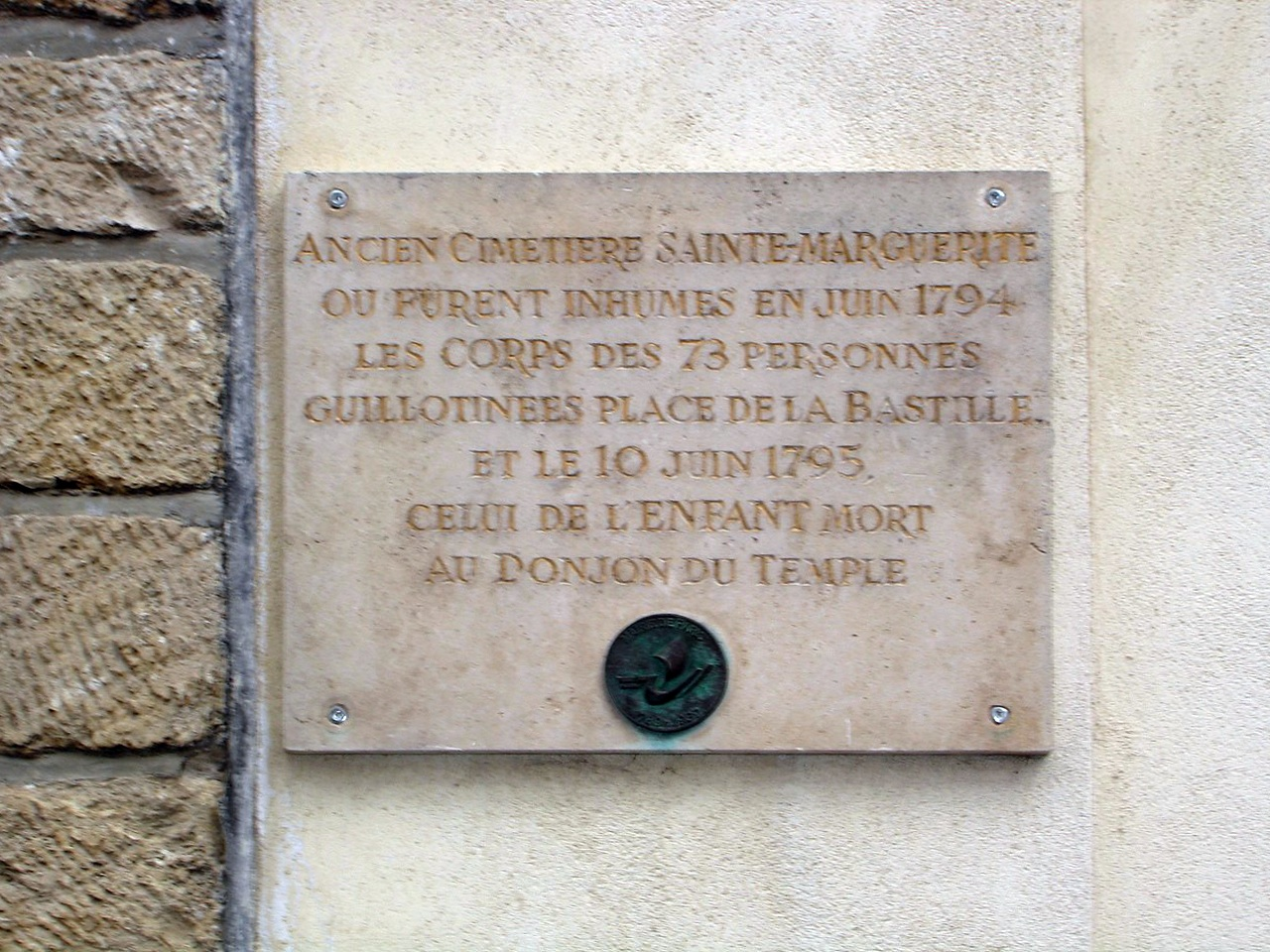
Plaque commémorative posée sur le mur de l'église.
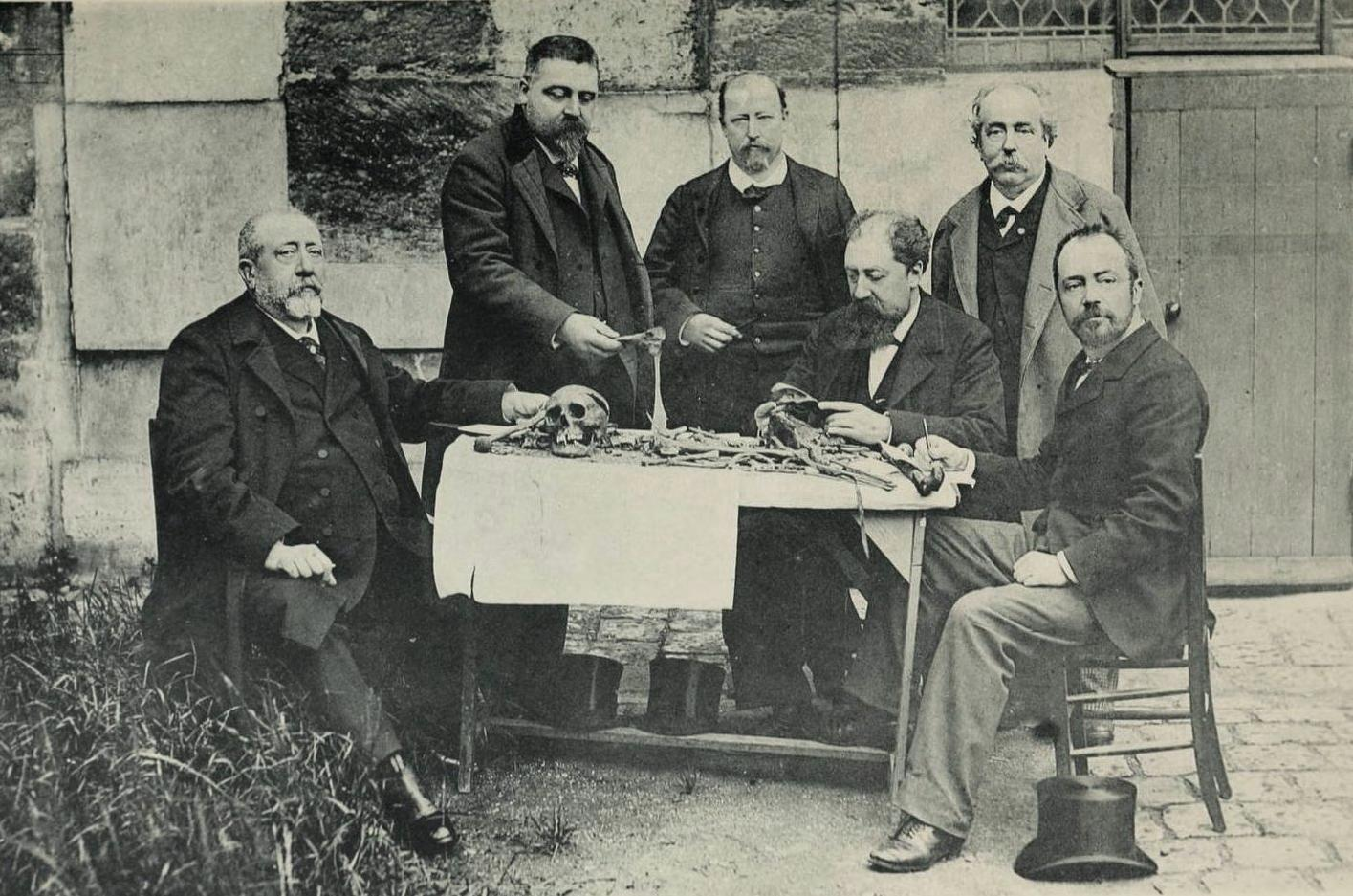
Le 5 juin 1894, plusieurs spécialistes examinèrent des ossements attribués par eux à Louis XVII (déjà exhumés en 1846) et constatèrent que le crâne était celui d'un sujet masculin âgé de plus de 16 ans[5].
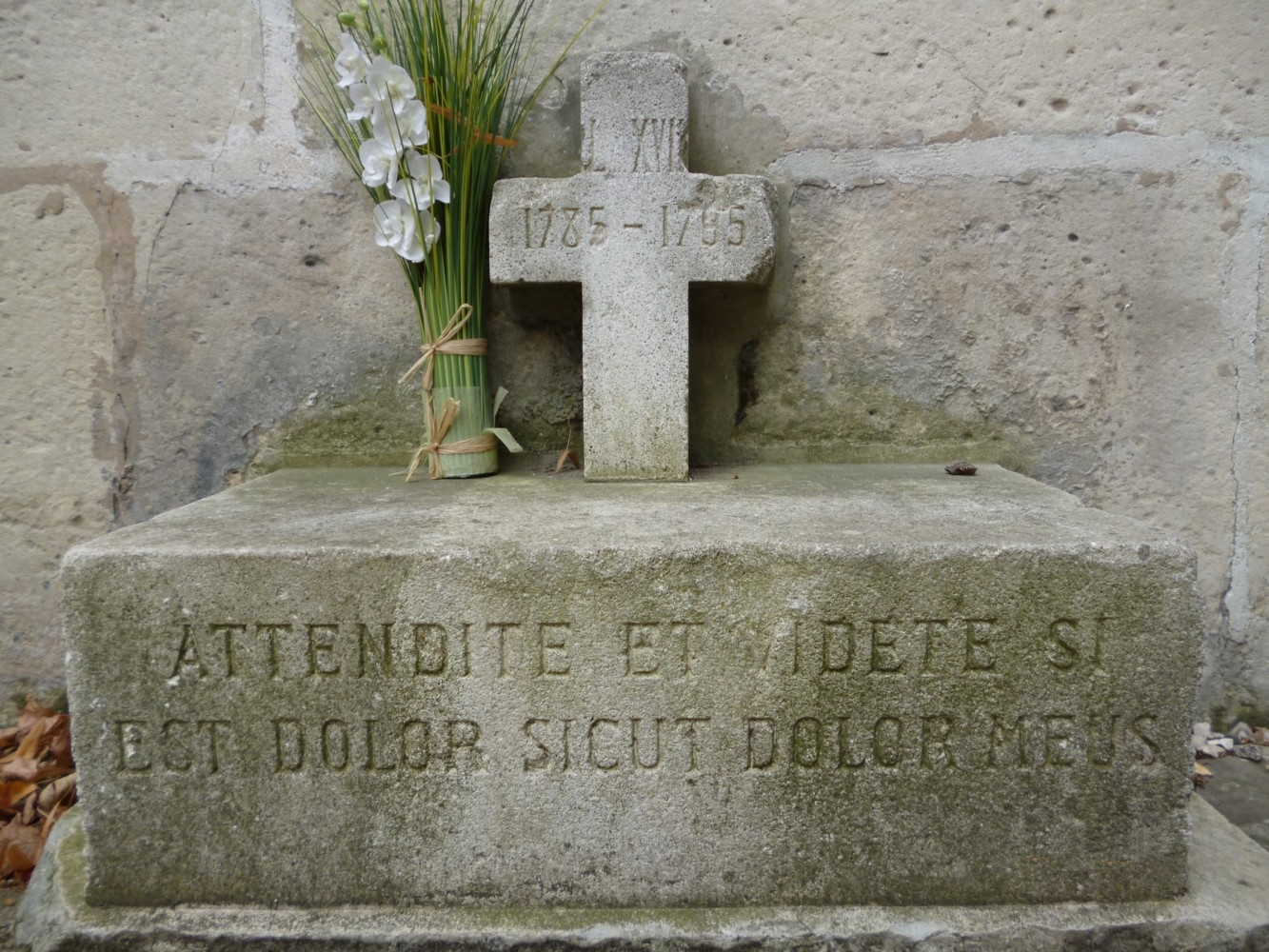
Pierre commémorative sur l'un des emplacements supposés de la tombe de Louis XVII.

À la Restauration, Louis XVIII tentera de retrouver les restes de son neveu, mais devra y renoncer en raison des contradictions dans les témoignages, rendant impossible leur localisation exacte. Des exhumations réalisées en 1846 et 1894, puis encore 1979, mettront au jour des ossements appartenant à plusieurs personnes, dont le crâne scié d'un jeune homme de 15 à 18 ans, donc n'ayant pas appartenu à l'enfant mort au Temple, dont tous les témoins confirment qu'il était âgé, au moment de son décès, « de dix ans ou environ ». La plupart des historiens, dont l'archéologue Michel Fleury, vice-président de la Commission du Vieux-Paris, en tirent la conclusion que la dépouille du jeune prince, mêlée à d'autres corps, dans un cimetière souvent bouleversé, est sans doute perdue à jamais. Une plaque commémorative posée sur le mur de l'église rappelle que « l'enfant mort au Donjon du Temple » y a été inhumé en 1795. Les restes exhumés au XIXe siècle se trouvent toujours dans un caveau, aménagé contre le mur extérieur de la chapelle des Âmes-du-Purgatoire. Au-dessus, une stèle commémorative, datant du XIXe siècle, évoque le souvenir de Louis XVII. Même si le corps de l'enfant ne repose pas à cet emplacement, le petit monument est cependant régulièrement fleuri.

### Période contemporaine

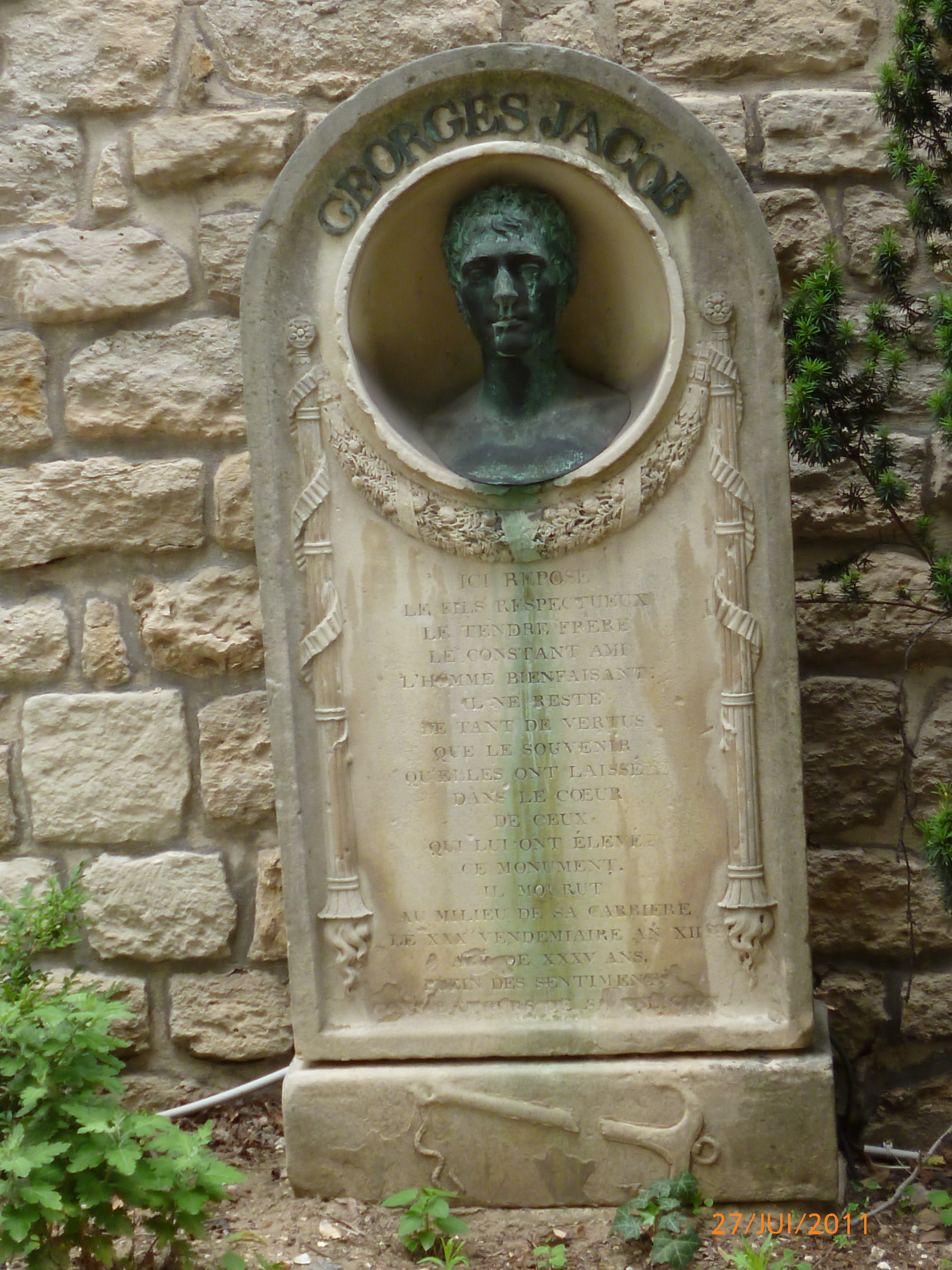
Pierre tombale de Georges Jacob fils.

Le cimetière attenant à l'église est fermé en 1804. Le pape Pie VII visite l'église et y célèbre la messe en 1805. En 1912, le presbytère est détruit et remplacé par une école.
Les frontons sculptés de l'église sont inscrits au titre des monuments historiques en 1928. Le chœur et la chapelle des Âmes-du-Purgatoire sont classés en 1960. Les restes du cimetière sont inscrits en 1962.
On peut voir, souvenir de ce cimetière, la pierre tombale de Georges Jacob fils (1768-30 vendémiaire an XII (23 octobre 1803)) qui travaillait avec son frère François Honoré (1770-1841) : estampillage Jacob Frères.

## Architecture
Le plan de l'église Sainte-Marguerite est en croix latine, selon le style classique du XVIIe siècle.

### Extérieur
Le clocher de l'église, de section carrée, est un beffroi en bois recouvert d'ardoises ; chacun des quatre côtés incorpore une horloge. Le clocher contient quatre cloches baptisées le 7 mars 1804 : Napoléon Jean Baptiste, Jeanne Marguerite, Anne Marie et Gabrielle Sophie, des noms de leur parrain respectif.
La façade de l'église, rue Saint-Bernard, comporte quatre pilastres doriques soutenant un fronton triangulaire nu, surmonté d'une croix métallique. Les frontons des façades latérales du transept sont ornés de bas-reliefs sculpté par l'abbé Goy : Les Pèlerins d'Emmaüs sur le fronton nord et une Vierge à l'Enfant sur le fronton sud.

L'église vue de la rue Saint-Bernard
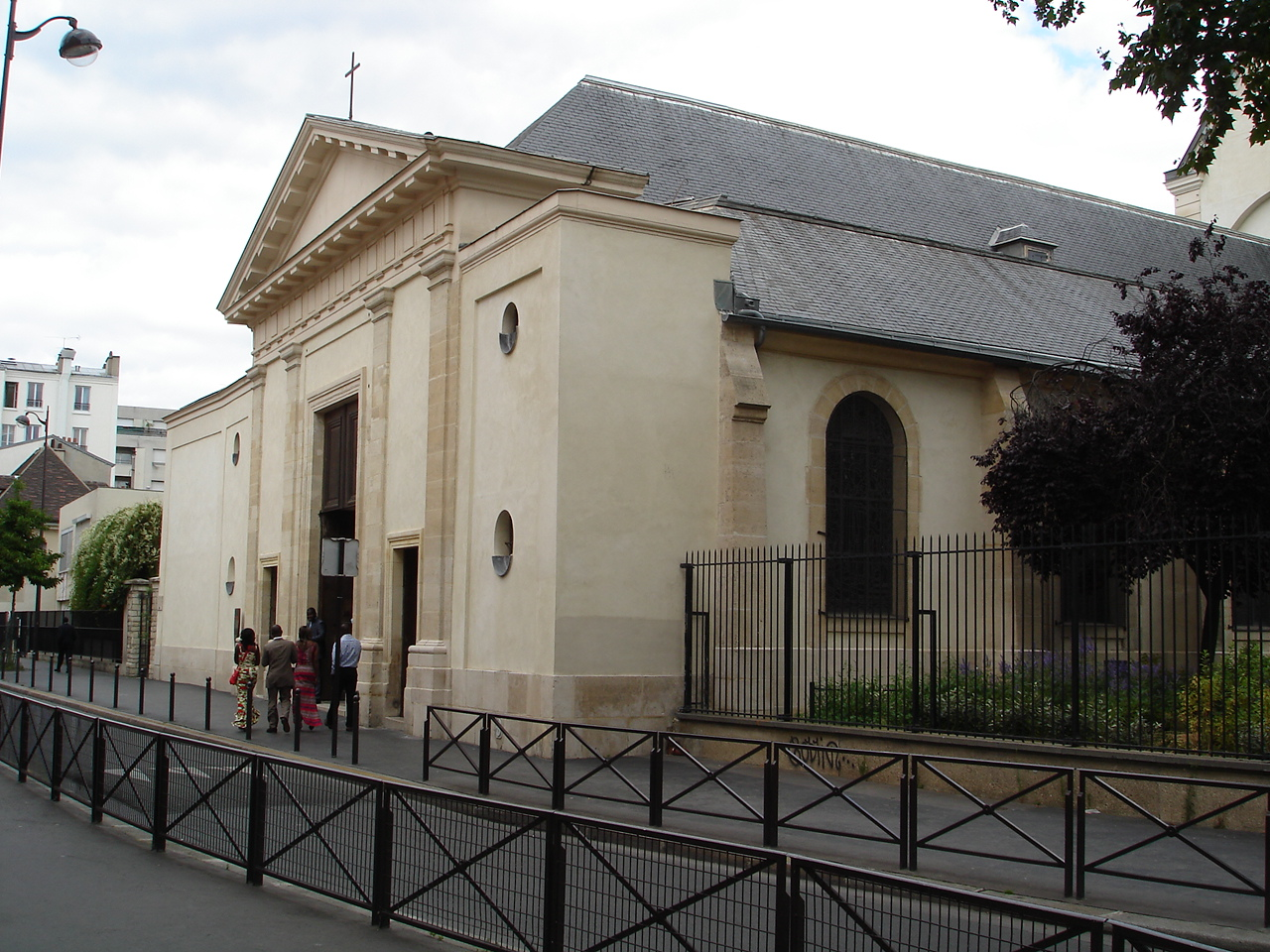
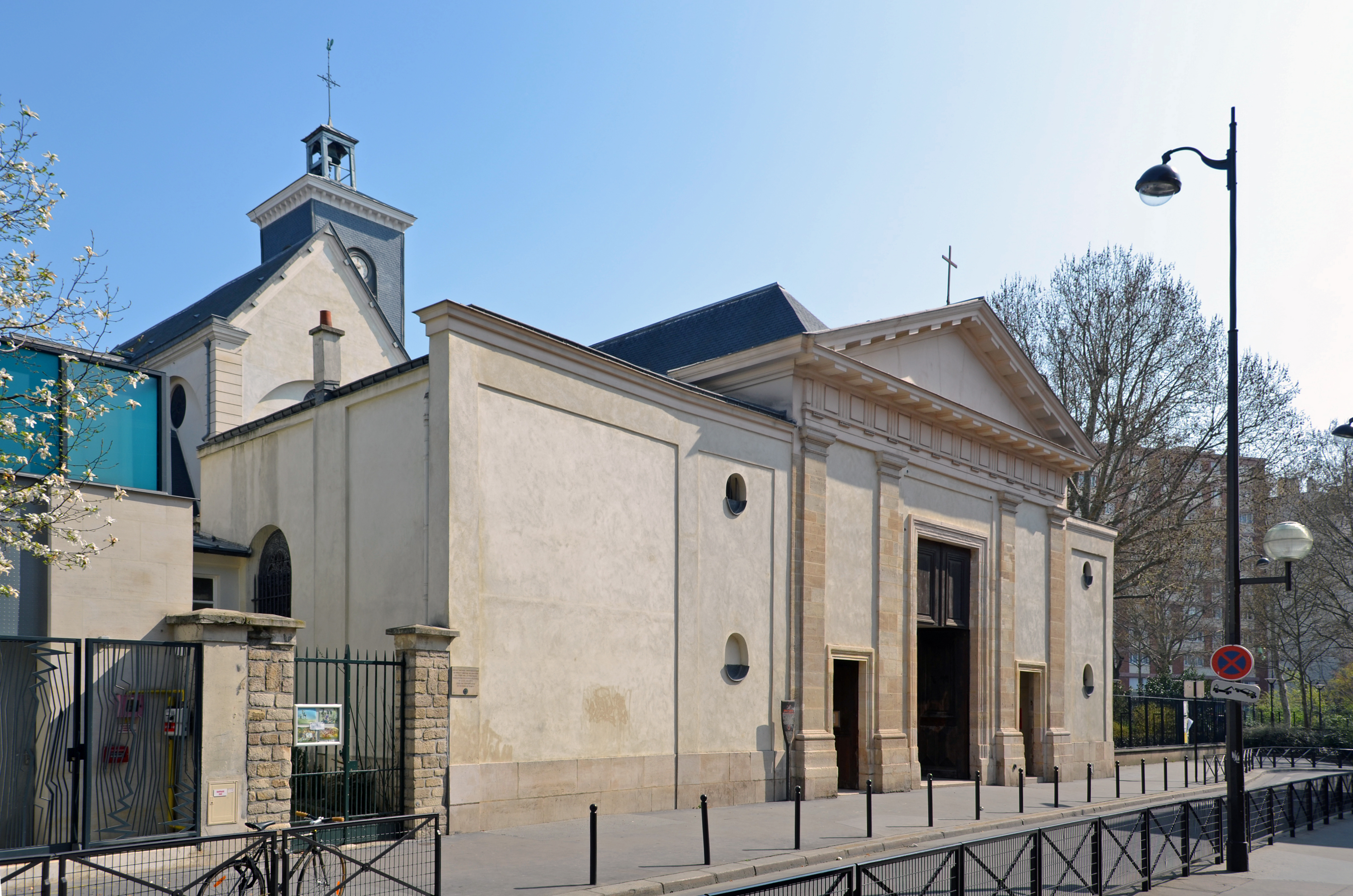
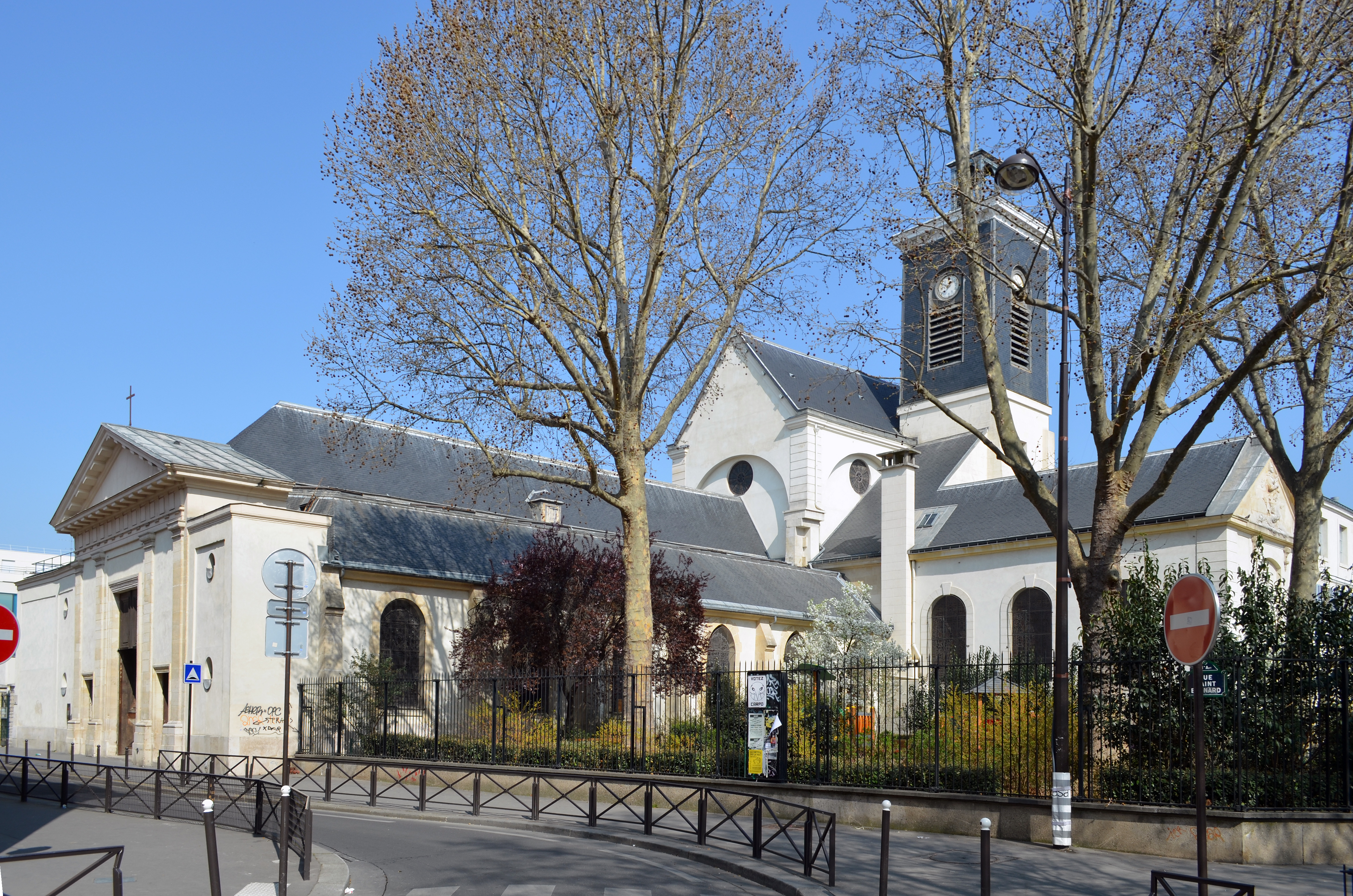

L'église vue du square Raoul Nordling
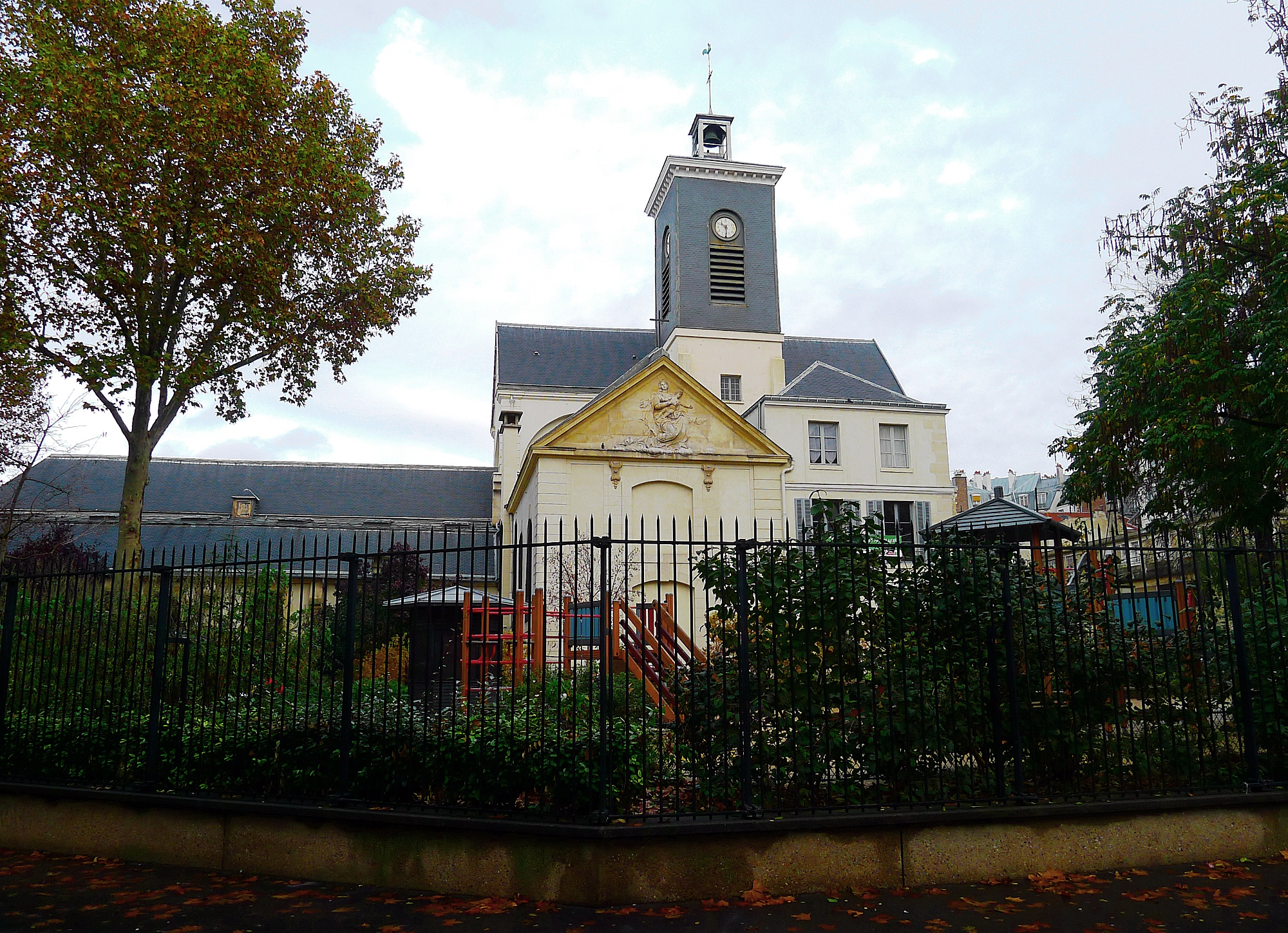

Frontons latéraux
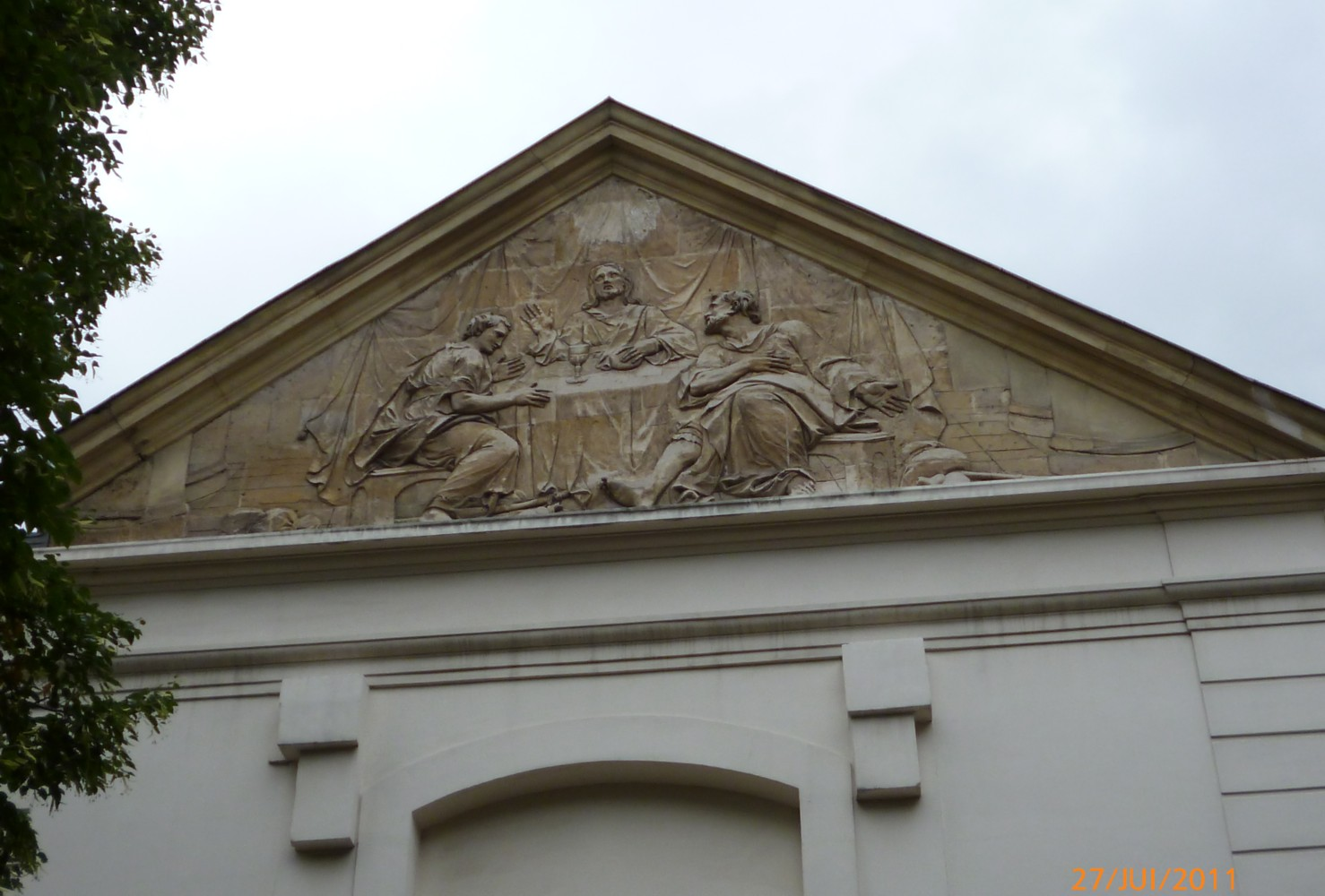
Les Pèlerins d'Emmaüs, fronton nord du transept, bas-relief sculpté par l'abbé Goy, curé de Sainte Marguerite en 1724.
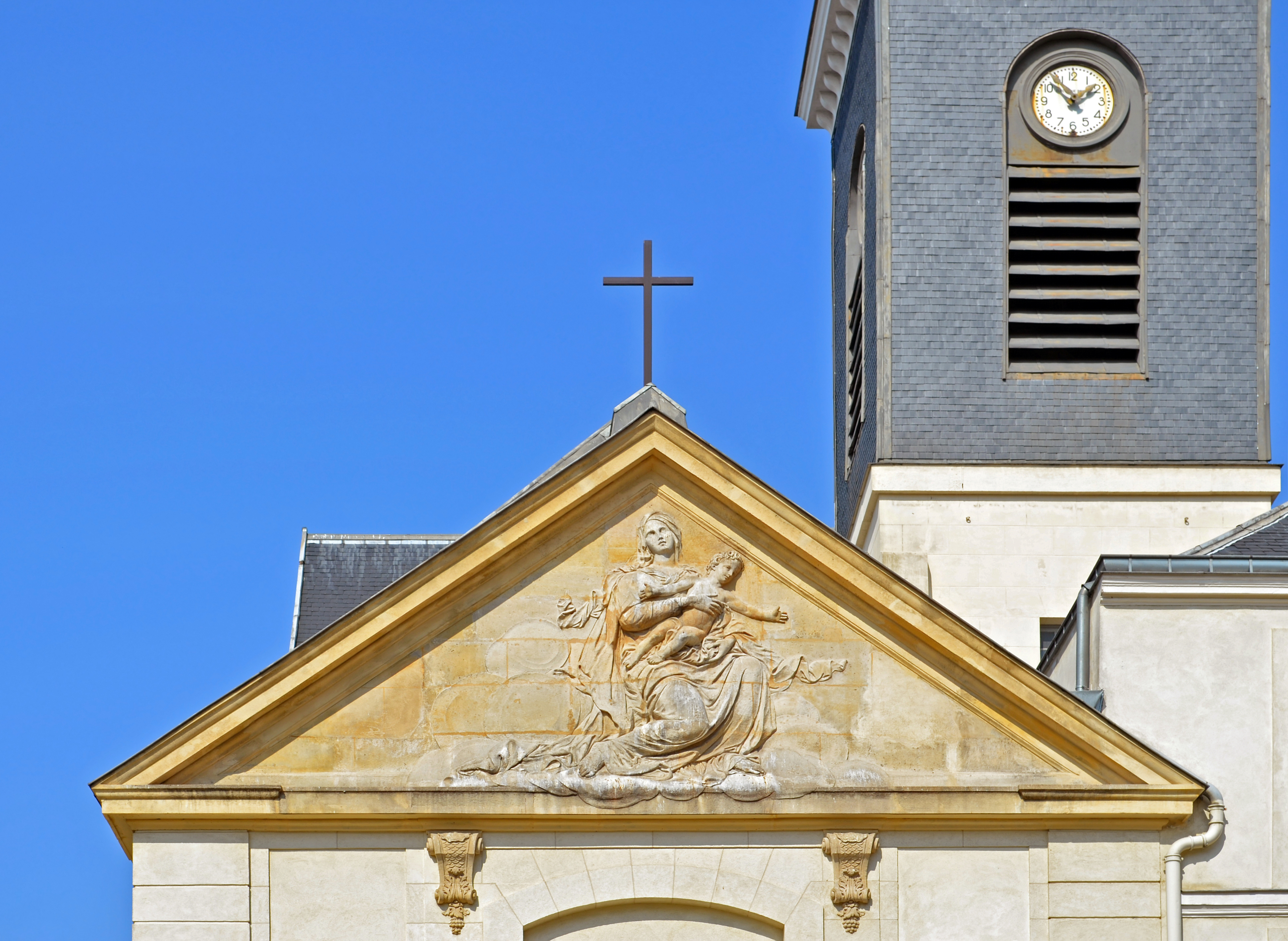
Vierge à l'Enfant, fronton sud du transept, bas-relief sculpté par l'abbé Goy.

### Intérieur

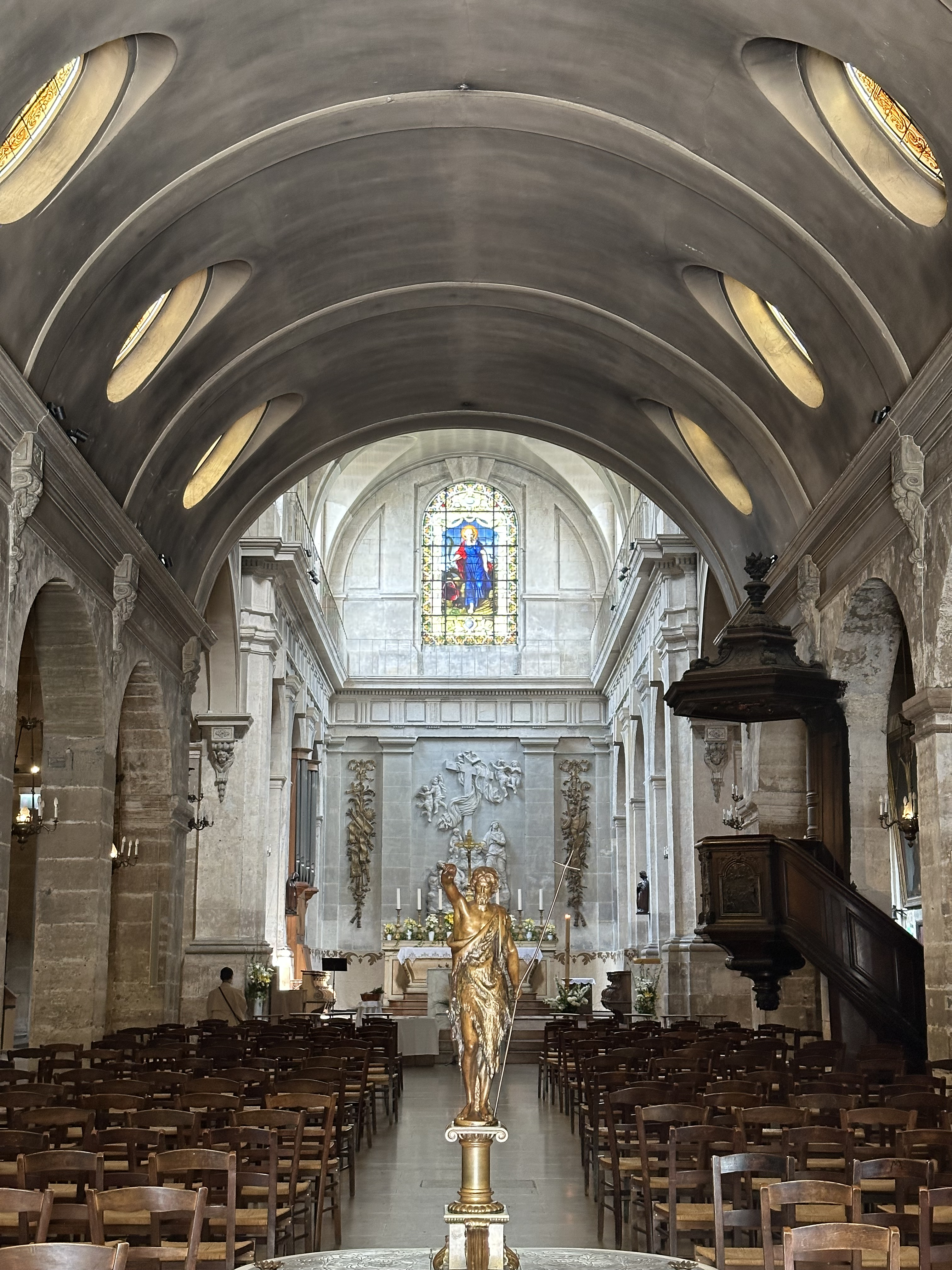
Nef et choeur de l'église
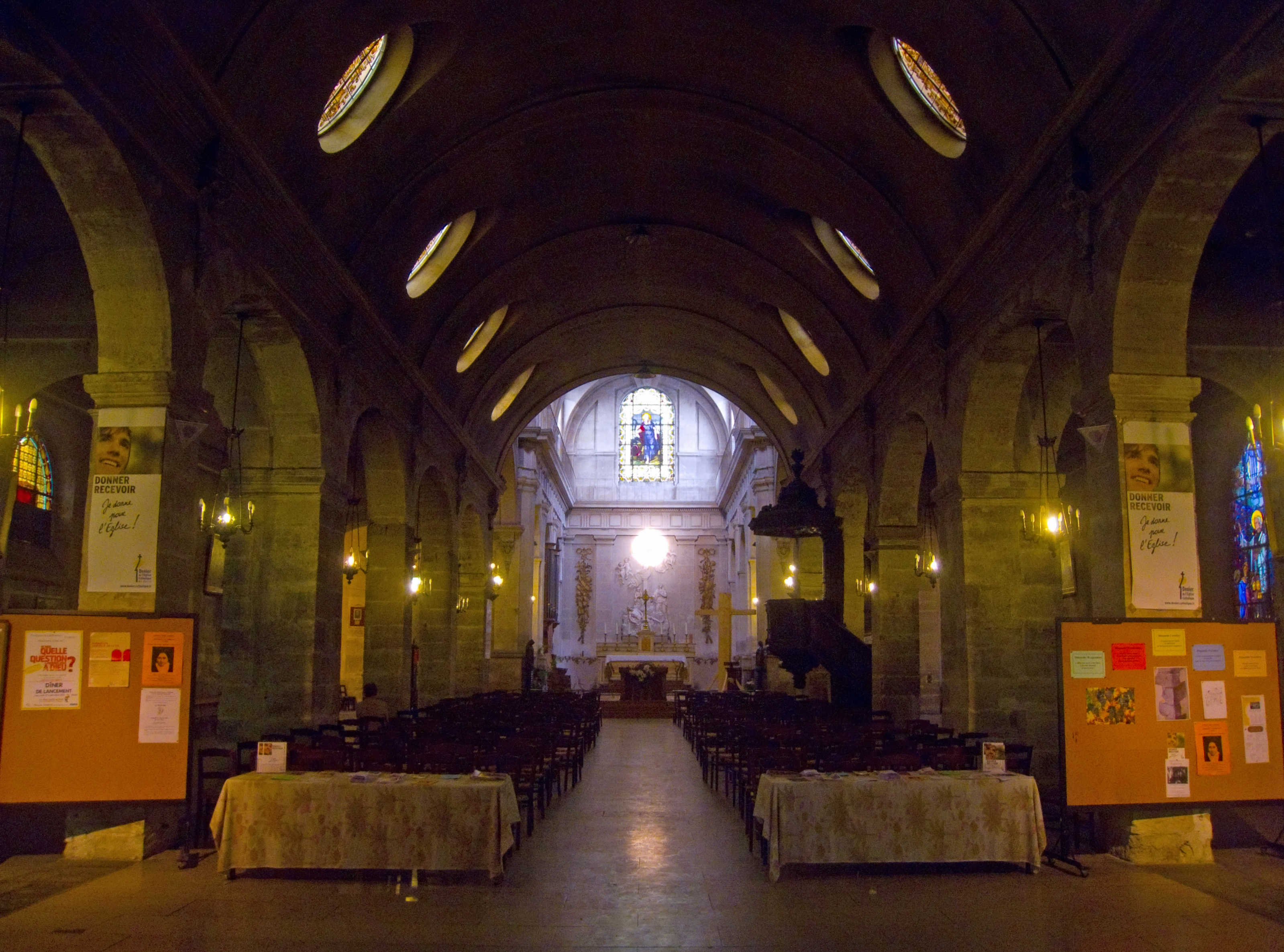
Nef principale.
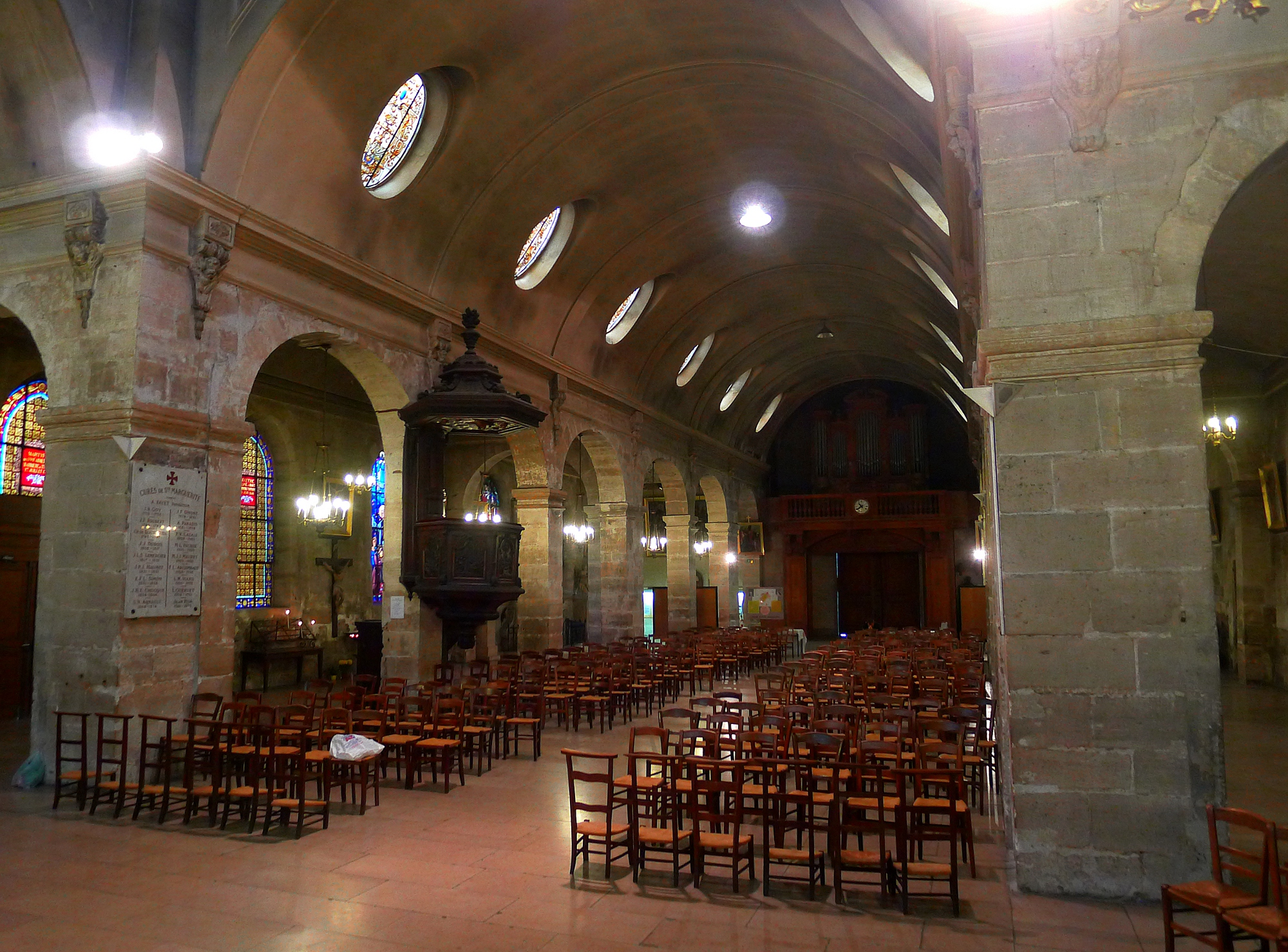
Nef principale et nefs collatérales.
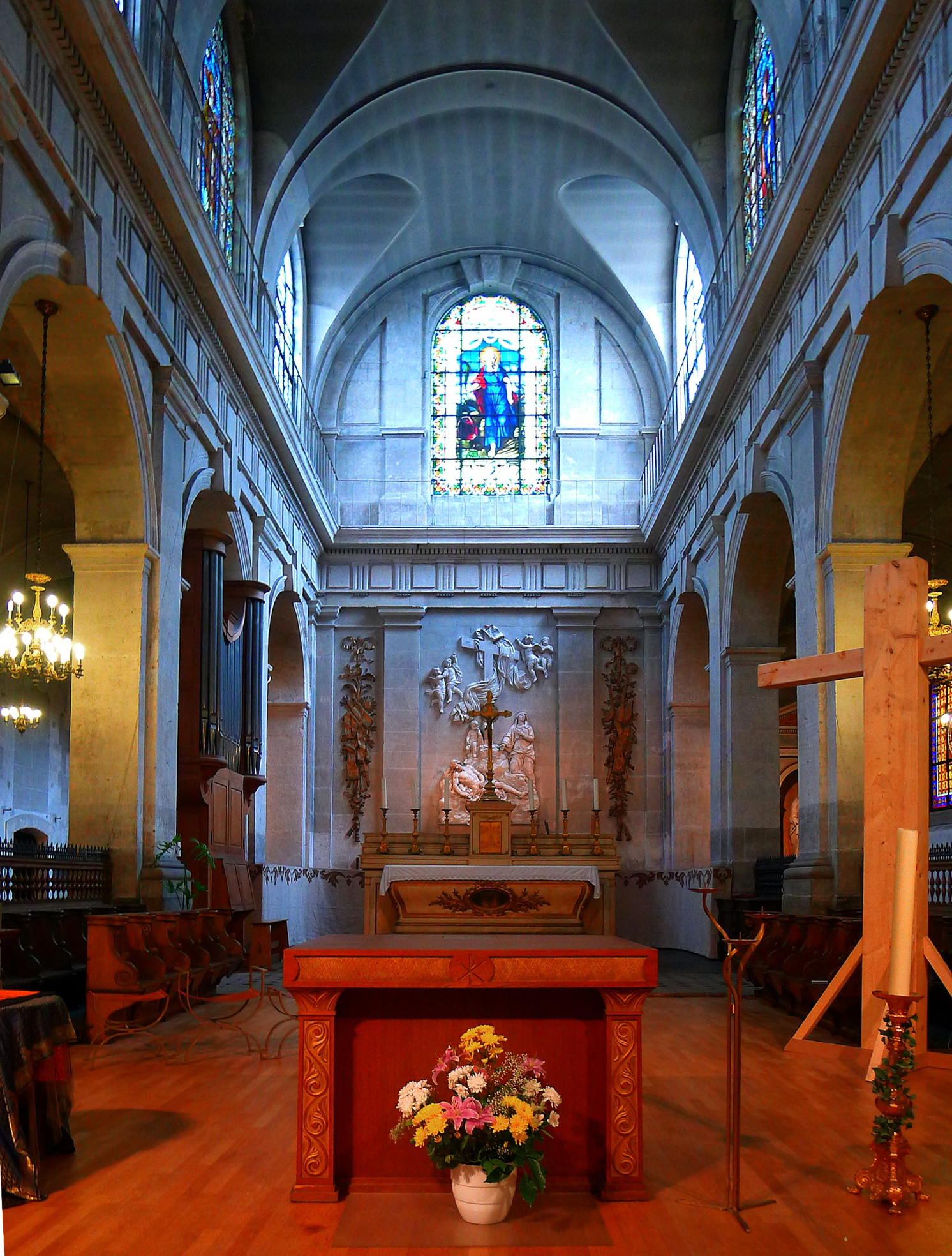
Chœur et autels.

## Mobilier

### Vitraux
À l'intérieur de l'église, le vitrail au fond de la nef, derrière le déambulatoire, représente sainte Marguerite sortant du dragon, œuvre du verrier Carot (1882). Un autre vitrail de Carot, également de 1882, situé dans la chapelle de la Vierge, représente l'Annonciation.
L'église comporte plusieurs vitraux commémoratifs de part et d'autre de la nef :
- commémoration des seize bienheureuses carmélites de Compiègne, guillotinées pendant la Révolution française, place du Trône ;
- commémoration de la visite du pape Pie VII à Sainte-Marguerite en 1805, lequel a célébré une messe en leur mémoire ;
- commémoration de la mort de Mgr Affre, archevêque de Paris, tué par une balle perdue au faubourg Saint-Antoine, à proximité de l'église, lors des insurrections de juin 1848.

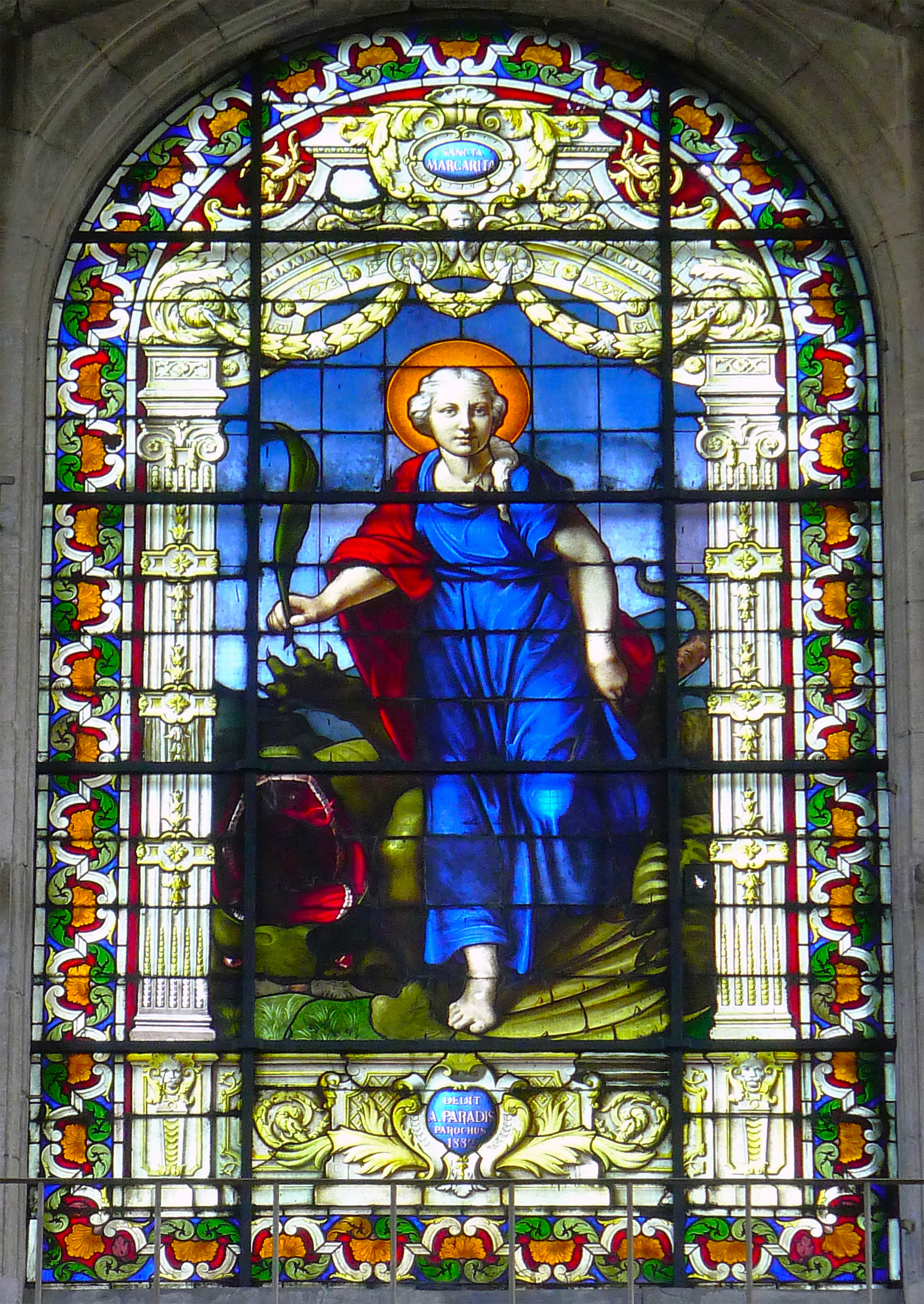
Vitrail de sainte Marguerite.
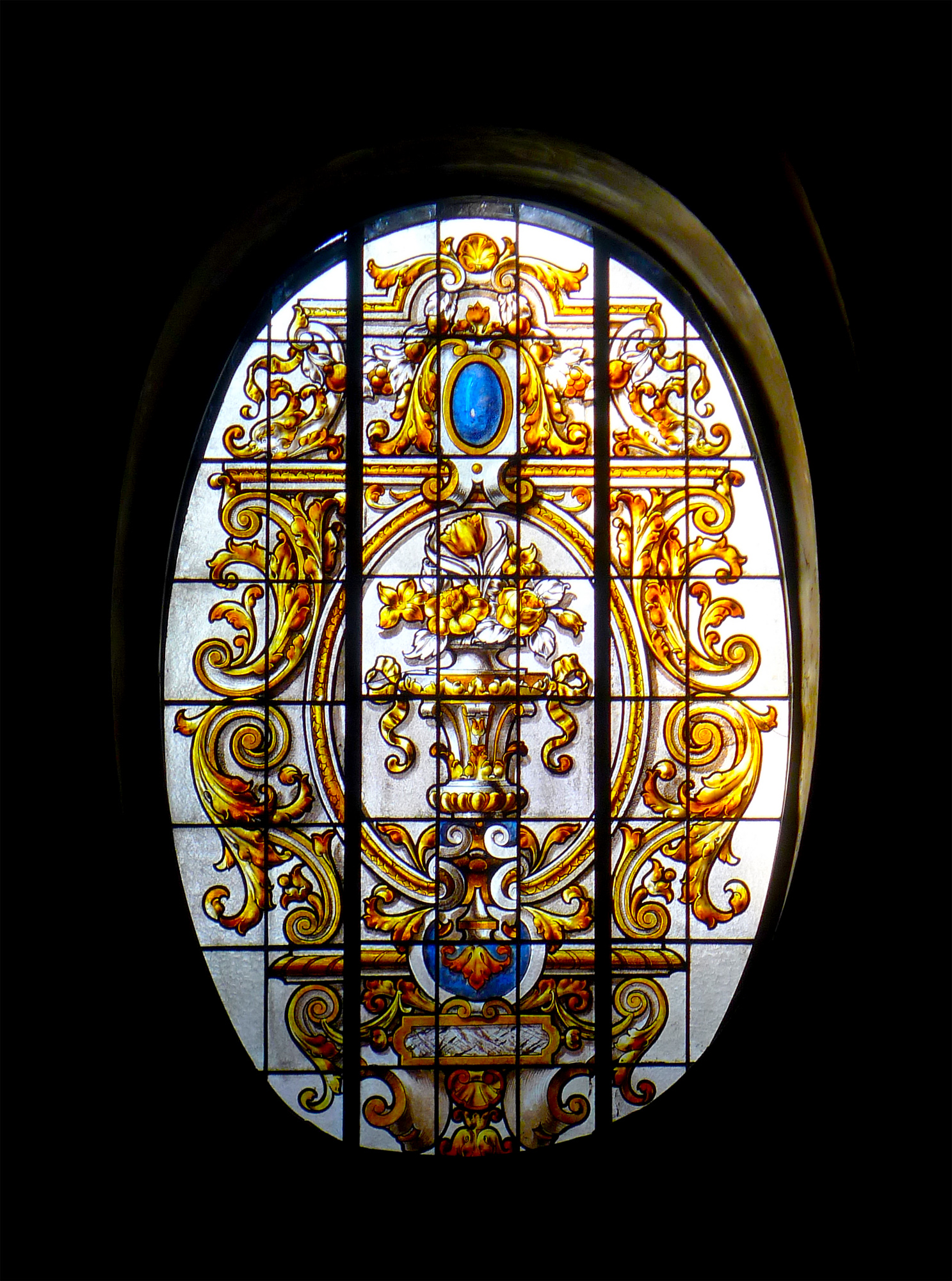
Verrière ornementale.
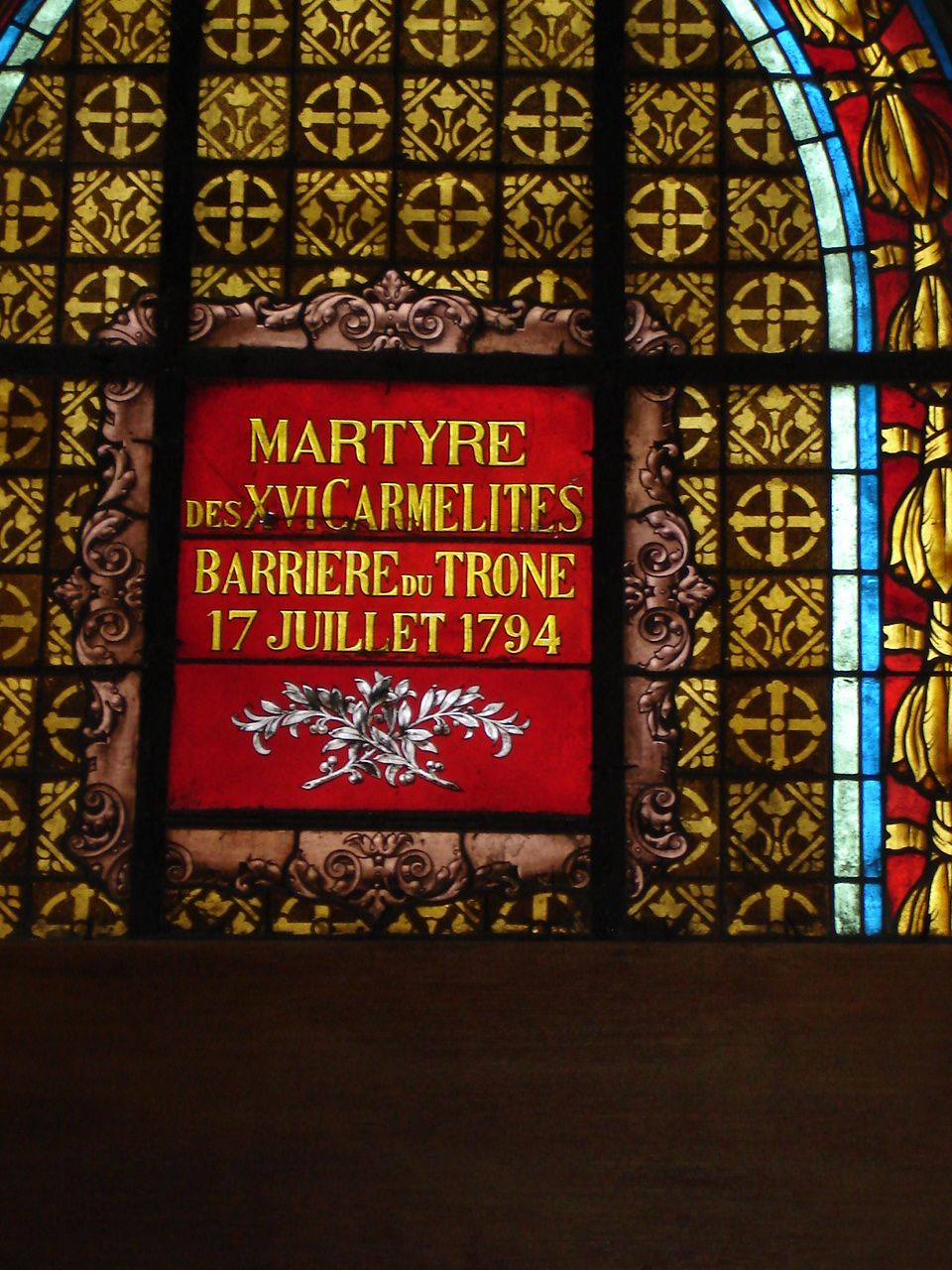
Détail du vitrail à la mémoire des carmélites de Compiègne guillotinées place de la Nation en 1794.
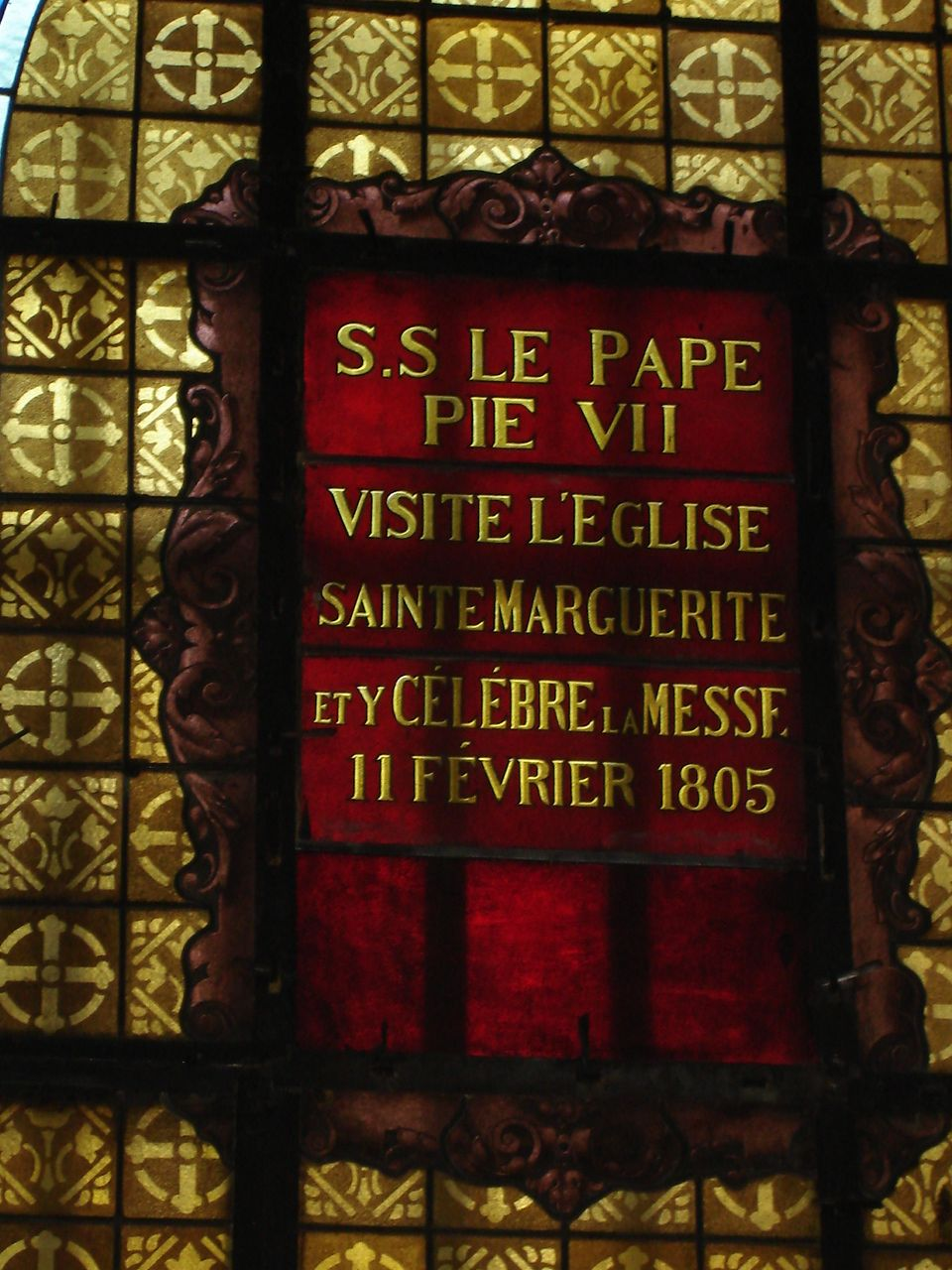
Détail du vitrail commémorant la visite du pape Pie VII en 1805.
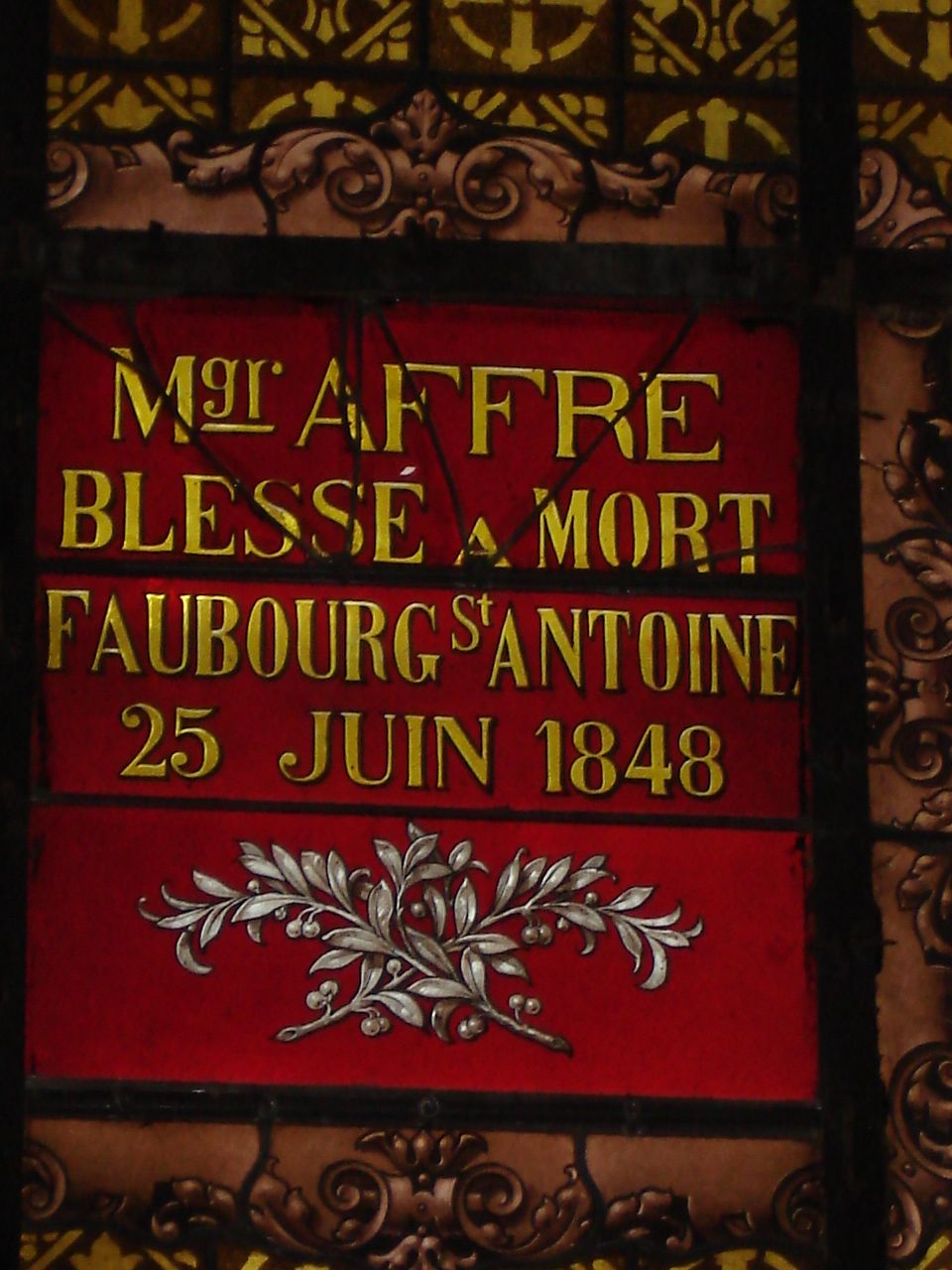
Détail du vitrail à la mémoire de Mgr Affre, tué sur les barricades du faubourg Saint-Antoine en 1848.

### Sculptures
- Statue de saint Fiacre[10].
- Statue de saint Joseph[11].
- Statue de saint Vincent de Paul, copie d'un original de Jean-Baptiste Stouf conservé à l'église Saint-Thomas-d'Aquin[12].
- Buste en marbre de la Vierge à l'Enfant[13].
- Monsieur Haunet, ancien curé de Sainte-Marguerite, buste en marbre, fin du XIXe siècle[14].
- Le Martyre de sainte Marguerite, 1838, groupe sculpté par Hippolyte Maindron[15].
- Monument funéraire de l'abbé Antoine Fayet, curé de Saint-Paul et fondateur de l'église en 1624, gisant, dans le bas-côté gauche[16].
- Le Christ descendu de la Croix, 1705, haut-relief en marbre par Eustache Nourrisson et Robert Le Lorrain, provenant du tombeau de Catherine Duchemin, épouse de François Girardon[17].

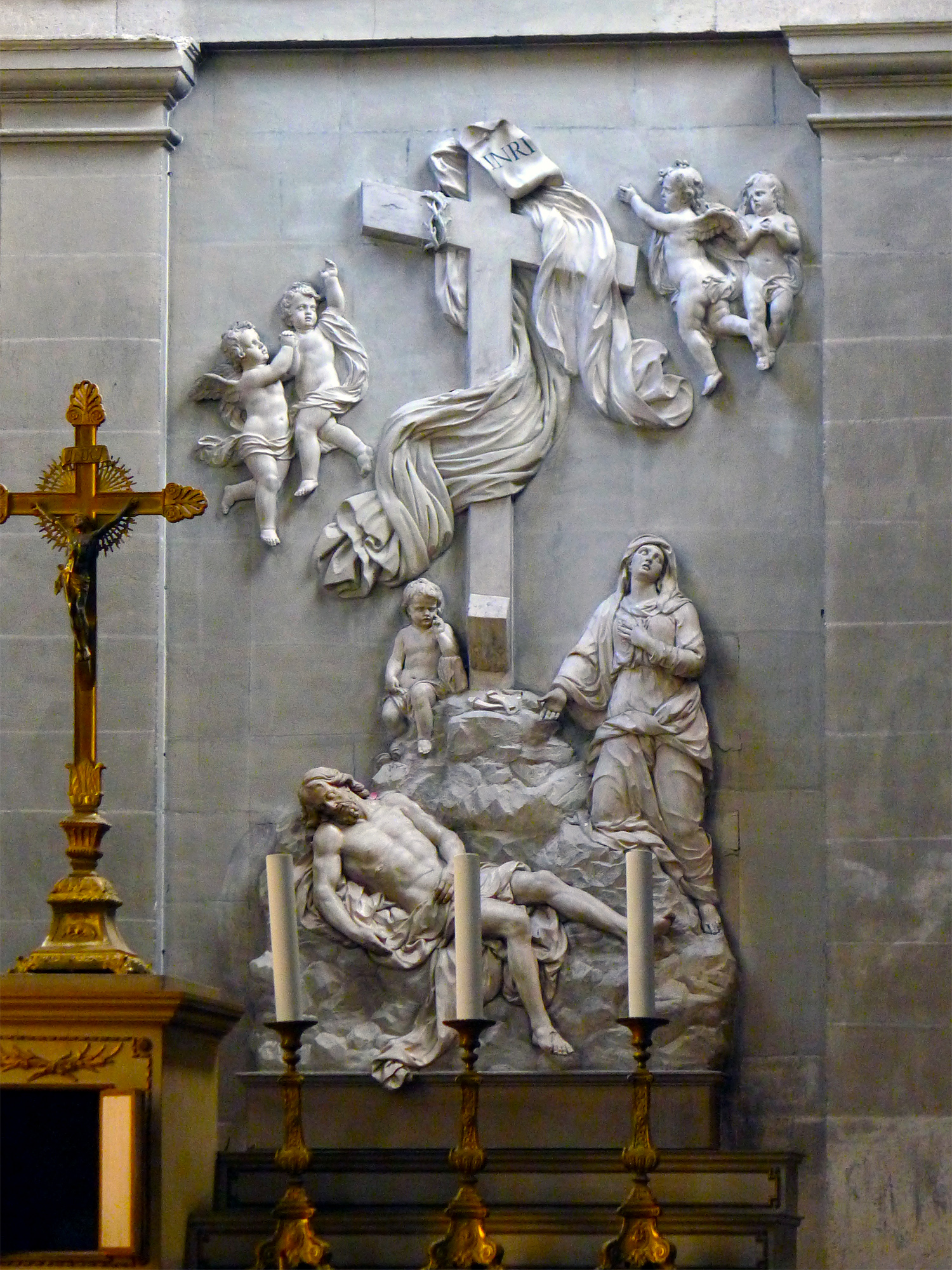
Eustache Nourrisson et Robert Le Lorrain, Le Christ descendu de la Croix (1705).
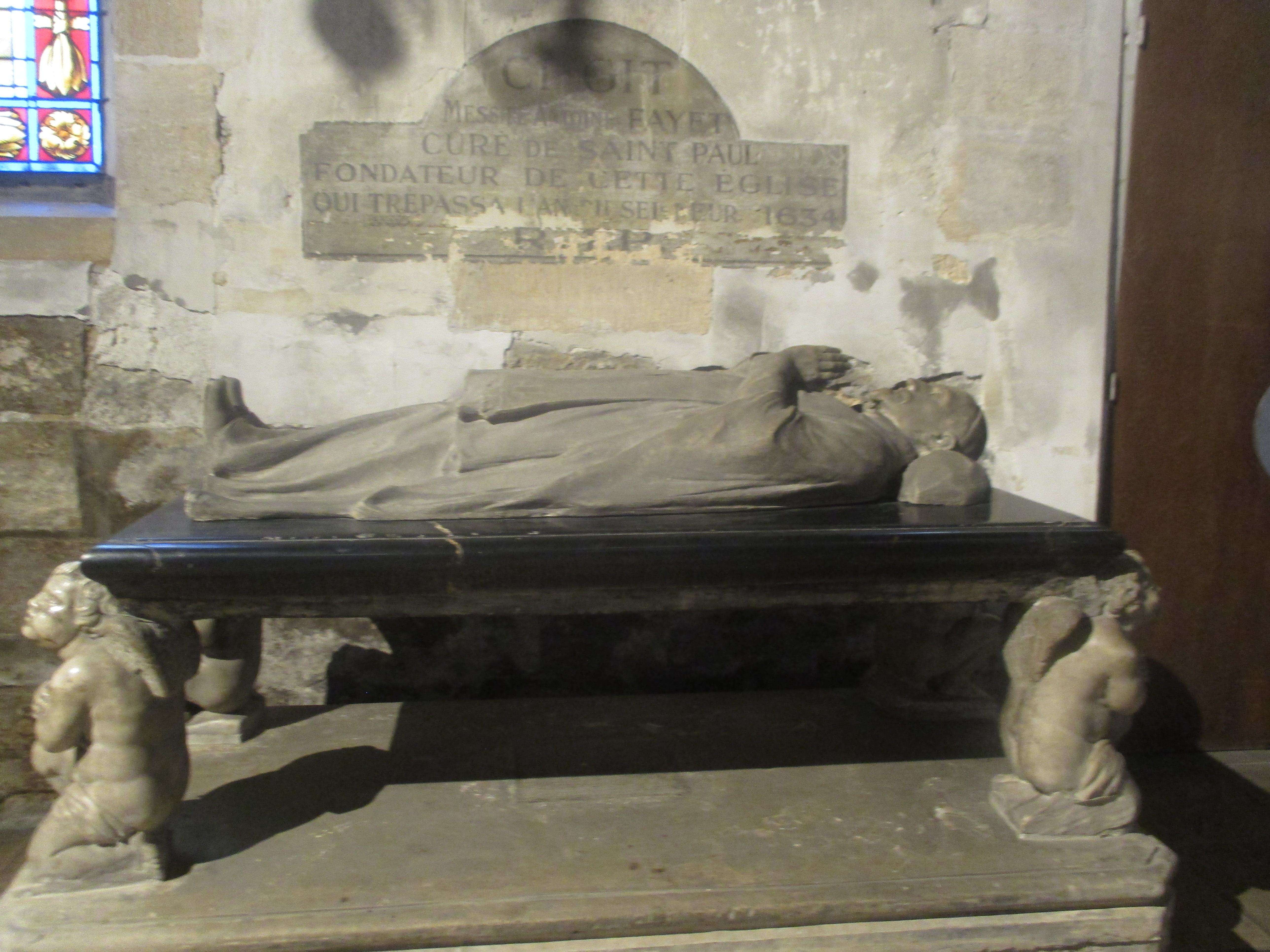
Monument funéraire de l'abbé Antoine Fayet.
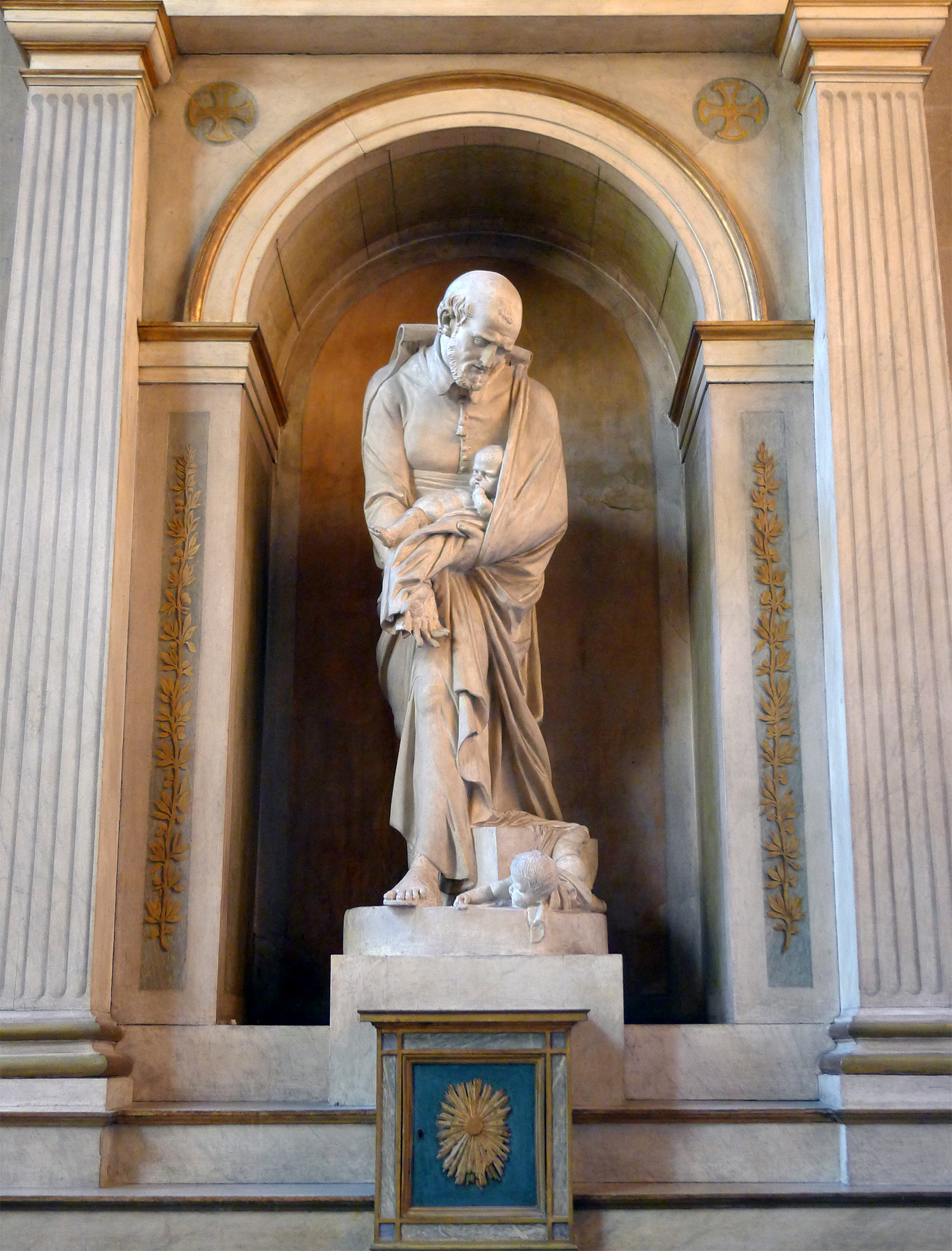
Statue de saint Vincent de Paul.

Monument funéraire de Catherine Duchemin, classé monument historique.

### Tableaux
- L'Apothéose de saint Vincent de Paul[18].
- L'Assomption[19].
- Le Christ lavant les pieds des apôtres, XVIIIe siècle, attribué à Charles Lafosse[20].
- Le Christ portant sa croix[21].
- Le Christ en croix, XVIIe siècle, école de Charles Le Brun[22].
- Le Christ descendu de la Croix, XVIe siècle, par Charles Dorigny, autrefois attribué à Francesco Salviati[23]. La signature « Charles Dorigny/painctre 1546 », inscrite sur la porte du tombeau, fut découverte lors de la restauration de 2004. Ce tableau est la seule œuvre conservée, en l'état actuel des attributions, de cet artiste.
- La Descente de Croix[24].
- Le Massacre des Innocents, XVIIe siècle, par Francesco Rosa[25].
- La Nativité[26].
- Saint Ambroise, 1764, par Louis Jean François Lagrenée[27].
- Saint François de Sales installant saint Vincent de Paul supérieur des Dames de la Visitation, 1732, par Jean Restout[28].
- Saint Vincent de Paul et Anne d'Autriche, XVIIe ou XVIIIe siècle, par Frère André [29].
- Saint Vincent de Paul prêchant aux gens du monde l'Institution des enfants trouvés, 1732, par Louis Galloche[30].
- Saint Vincent de Paul prêchant aux pauvres de l'hôpital du nom de Jésus, XVIIe ou XVIIIe siècle, par Frère André[31].
- Saint Vincent de Paul présente à Dieu les Lazaristes, 1731, par Jean-Baptiste Féret[32].
- La Sainte Famille[33].
- Sainte Marguerite chassée par son père, 1817, par Pierre-Auguste Vafflard[34].
- La Visitation, 1781, par Joseph-Benoît Suvée[35]

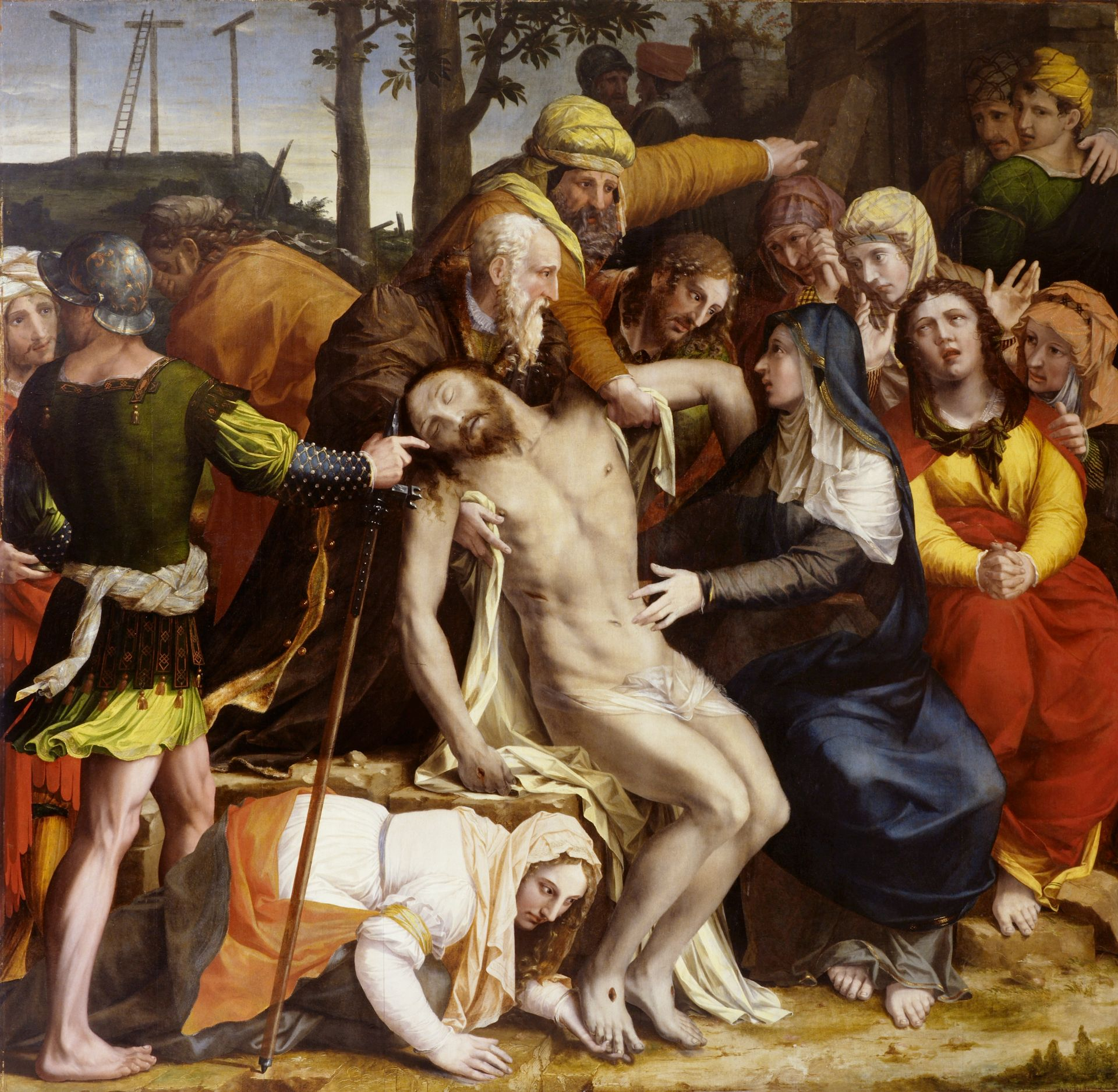
Charles Dorigny, Le Christ descendu de la Croix (XVIe siècle).
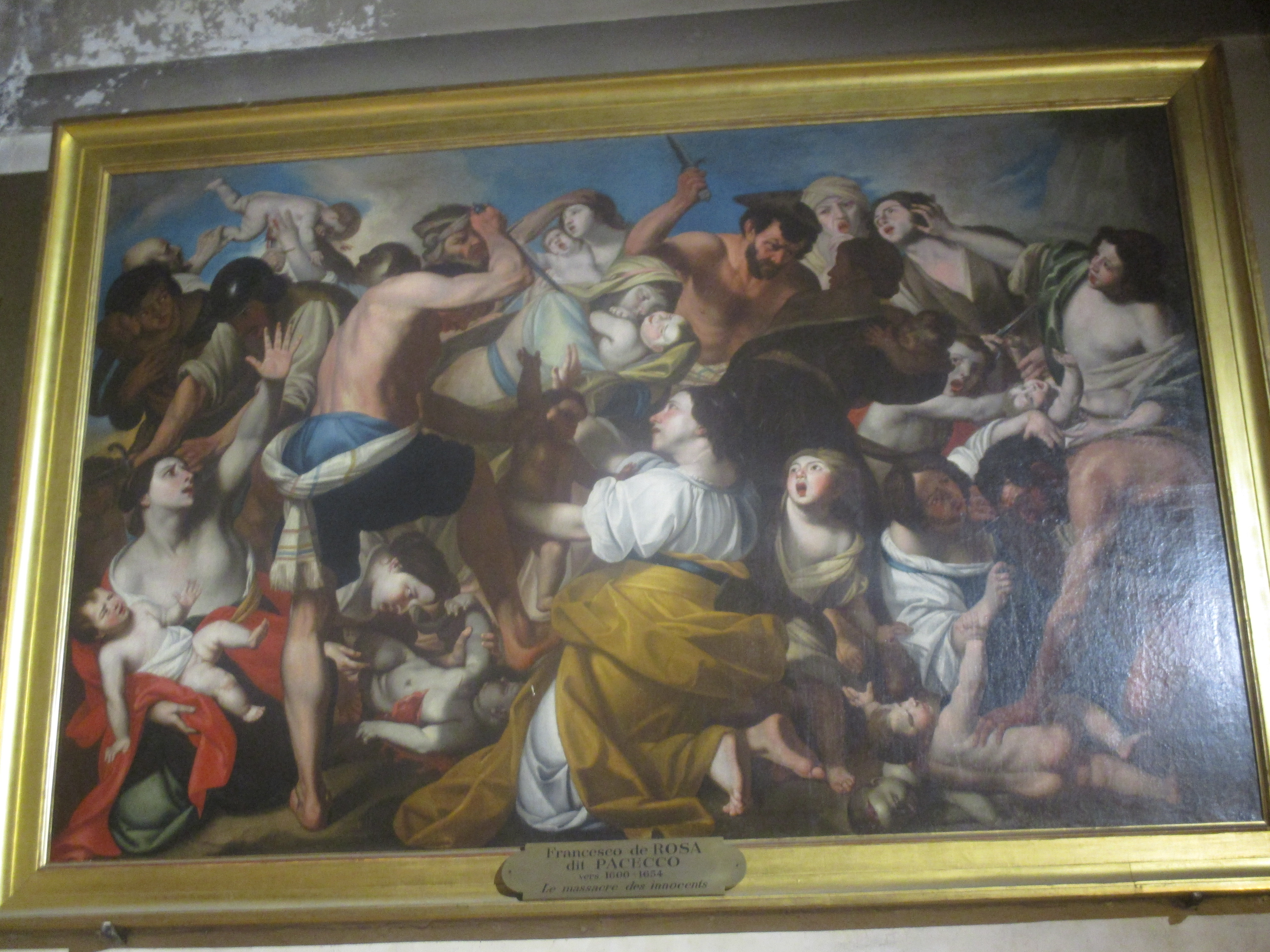
Francesco Rosa, Le Massacre des Innocents (XVIIe siècle).
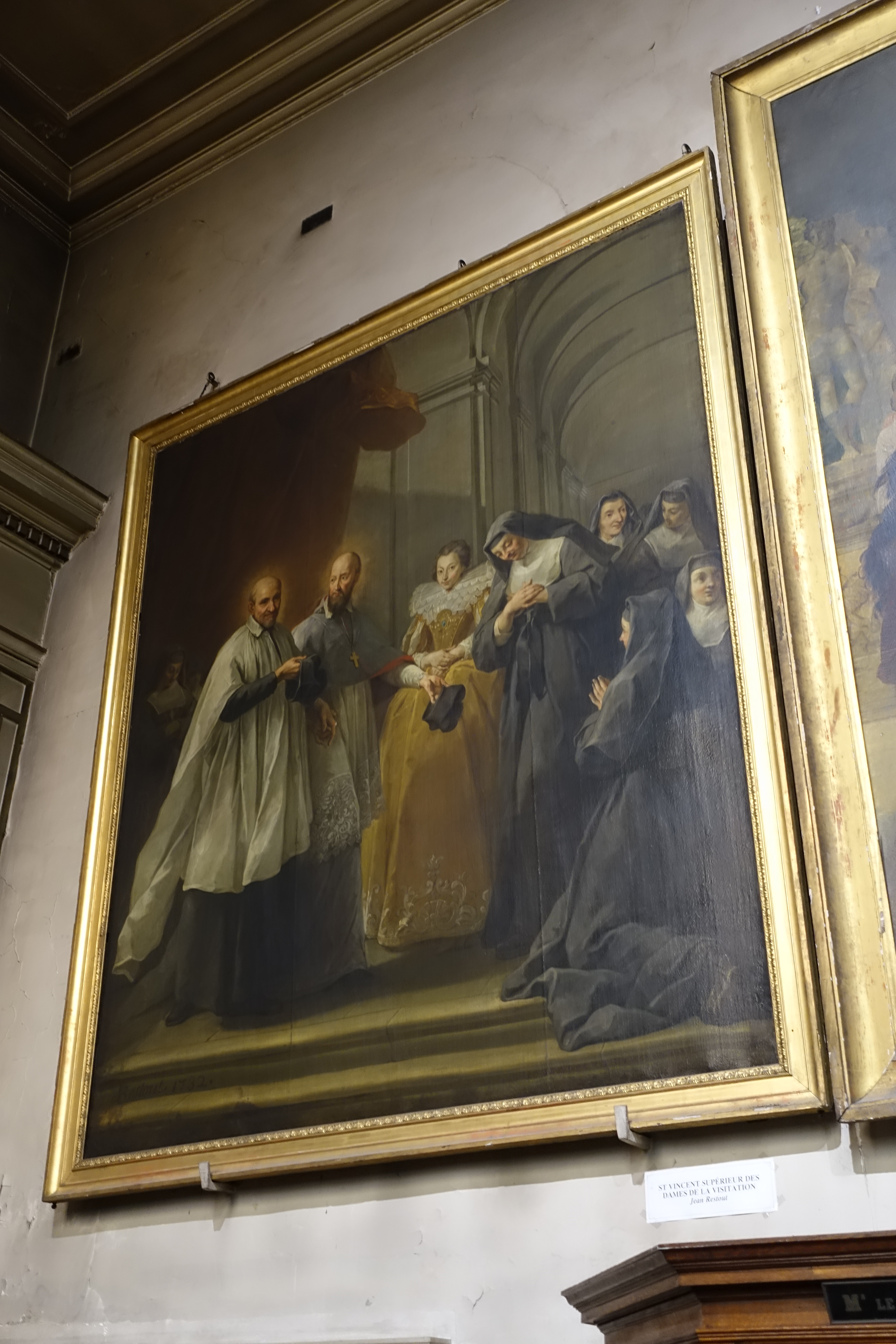
Jean Restout, Saint François de Sales installant saint Vincent de Paul supérieur des Dames de la Visitation (1732).

### Chapelle des Âmes-du-Purgatoire

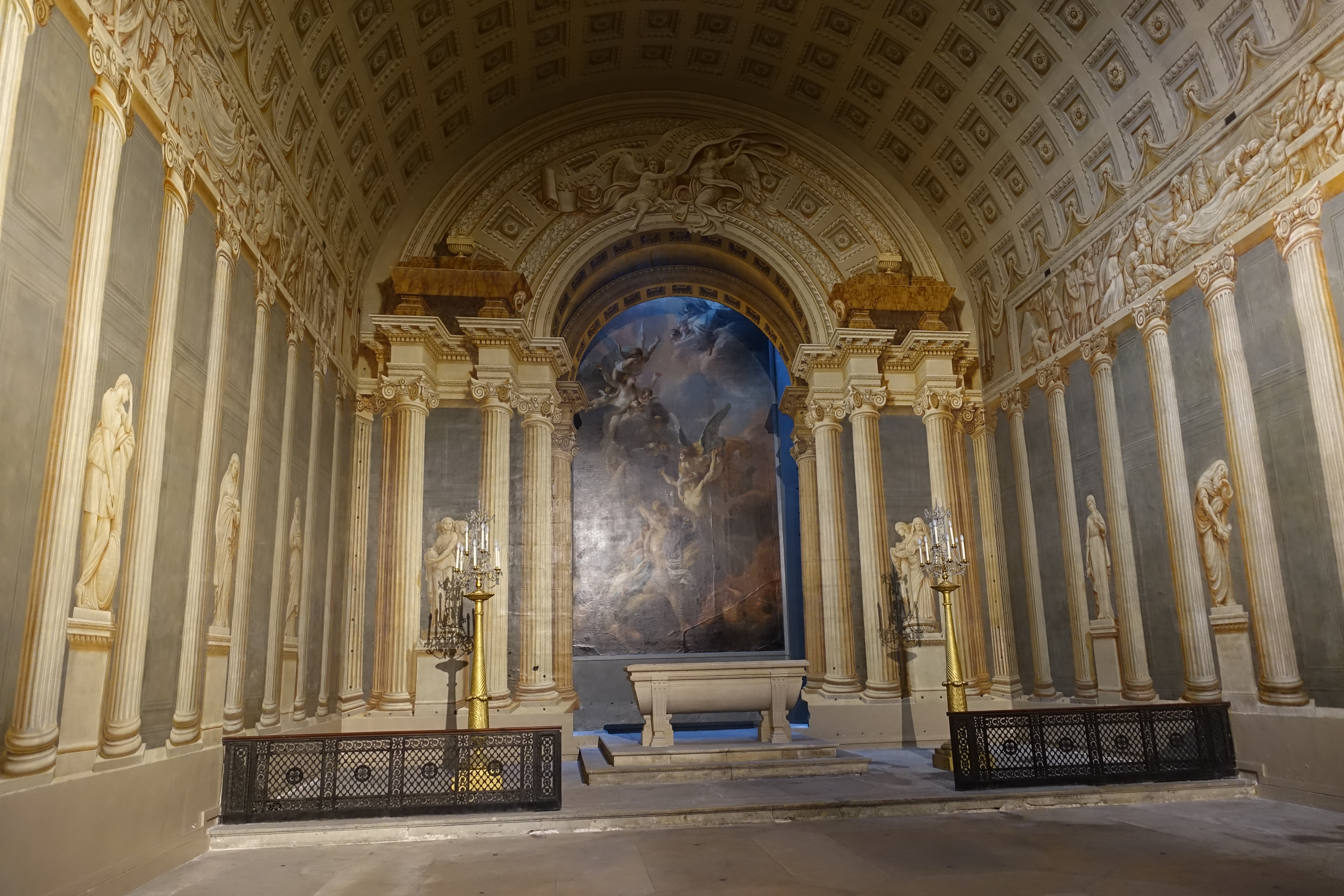
La chapelle des Âmes-du-Purgatoire.

La chapelle des Âmes-du-Purgatoire est décorée d'une peinture murale représentant un temple en trompe-l'œil. Cette peinture, exécutée entre 1760 et 1762, est l'œuvre de Paolo-Antonio Brunetti pour les architectures et ornements et de Gabriel Briard pour les frises peintes et les statues figurant entre les colonnes. Gabriel Briard est également l'auteur du tableau du maître-autel : Le Passage des âmes du purgatoire au ciel (Salon de 1761).

### Orgues

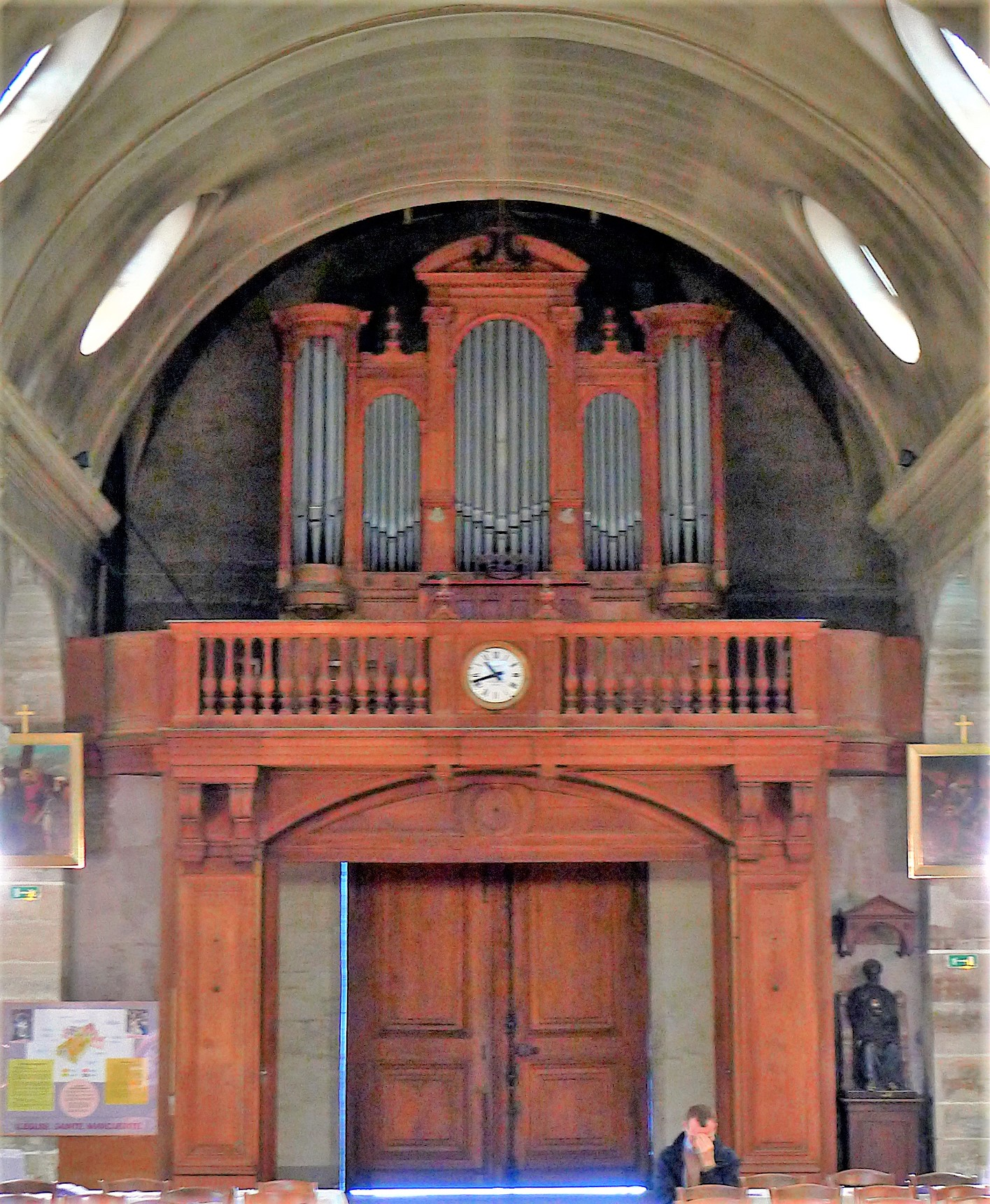
Orgue de tribune.
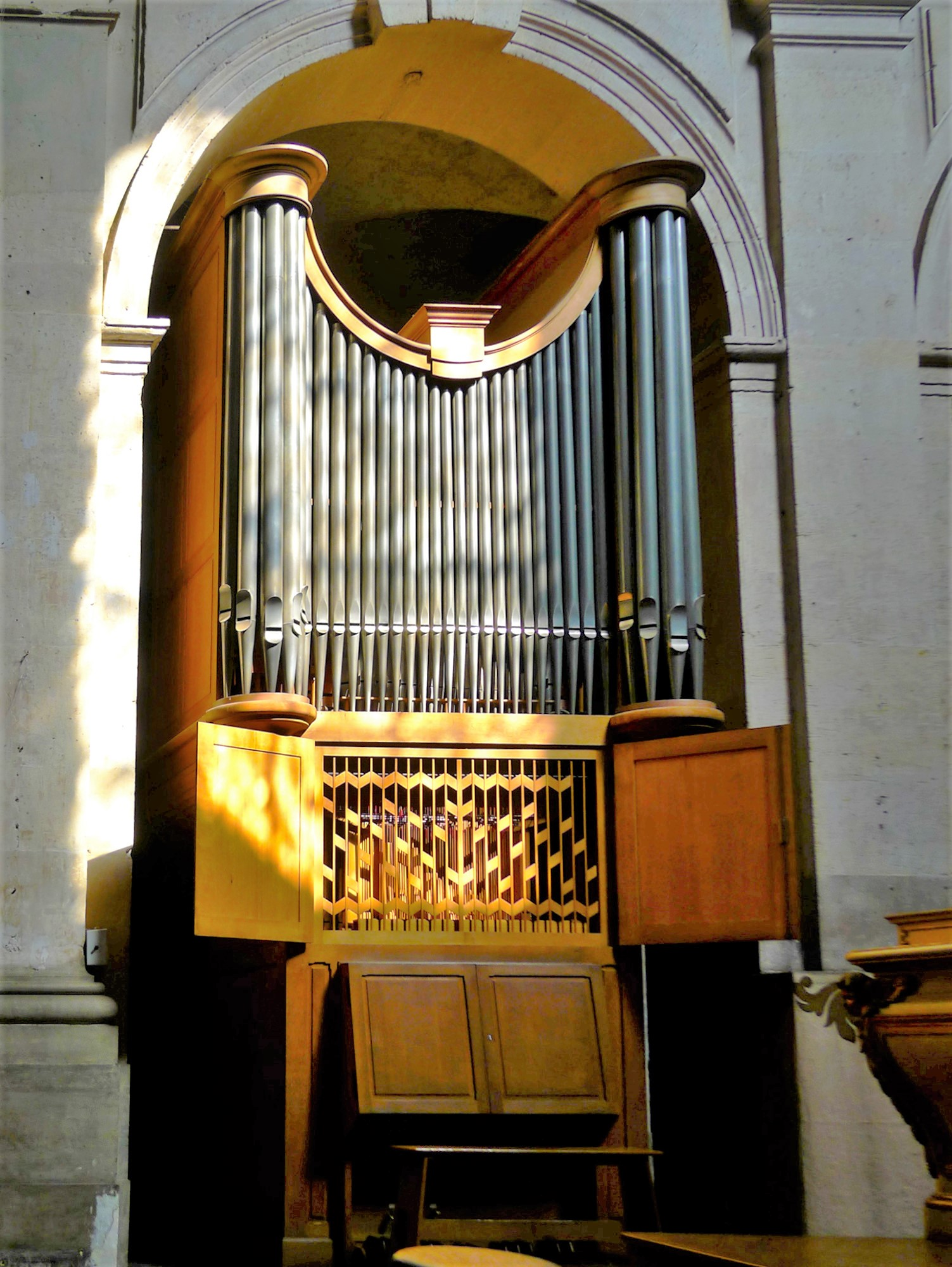
Orgue de chœur.

### Liste des curés
La liste des curés de cette paroisse est gravée sur deux plaques de marbre fixées chacune sur un pilier.
- 1804 : Jean-Baptiste Blancheville, prêtre-trésorier de la paroisse, puis premier vicaire en 1814, avant d'être nommé curé de l'église Saint-Gilles de Bourg-la-Reine, en 1819. Ancien curé en 1789 de l'église de la Nativité de Notre-Dame de Vauvillers Jean-Baptiste Blancheville, prêta serment, puis se rétracta. Il fut enfermé à la prison de la Force, puis reprit à sa sortie son service à l'oratoire de l'hôpital des Quinze-Vingts, avant d'être nommé à Sainte-Marguerite[36].
- 1897 : Mathieu Charles Abel Mottini, prêtre suisse, vicaire de Sainte-Marguerite[37].

Liste des curés
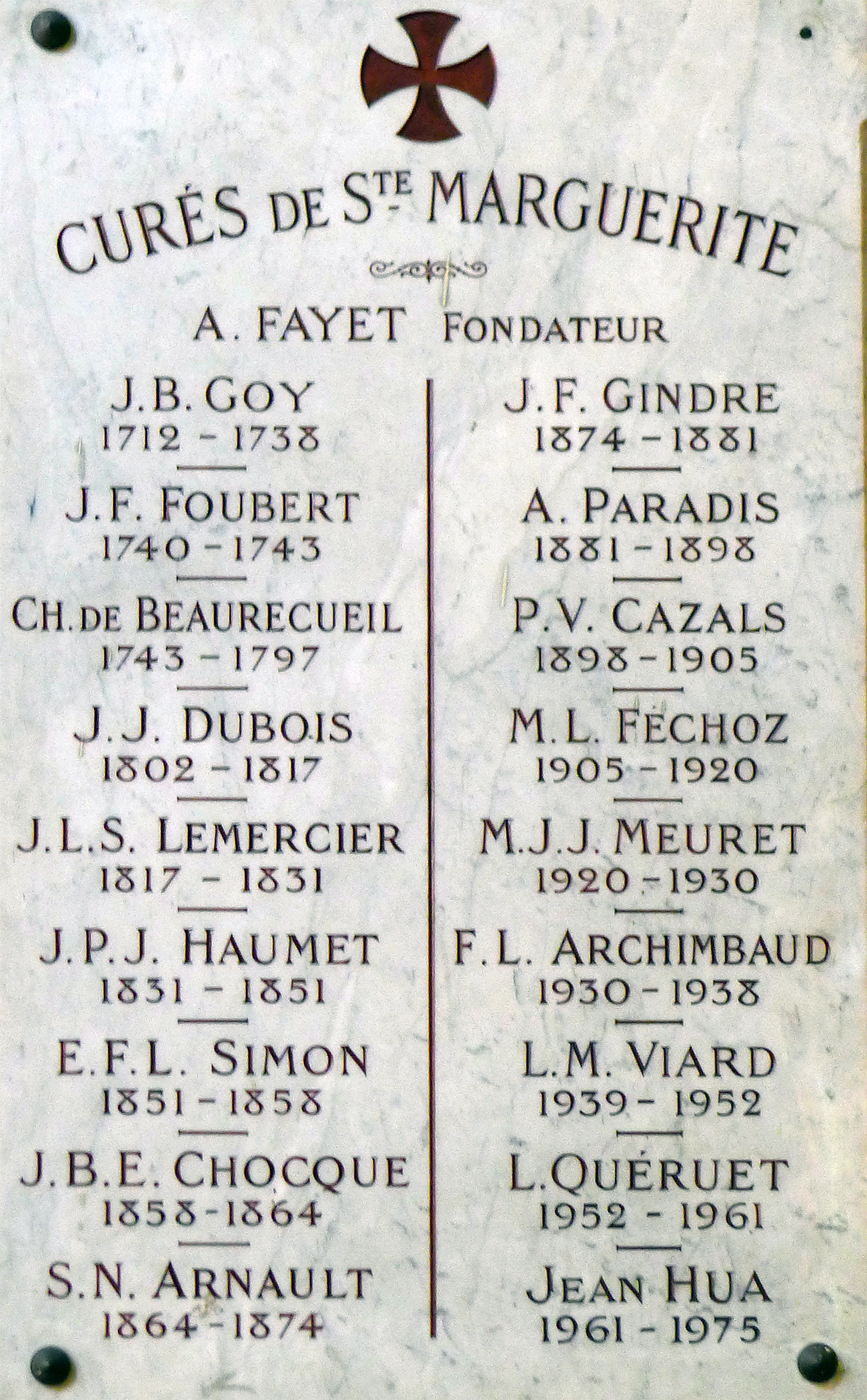
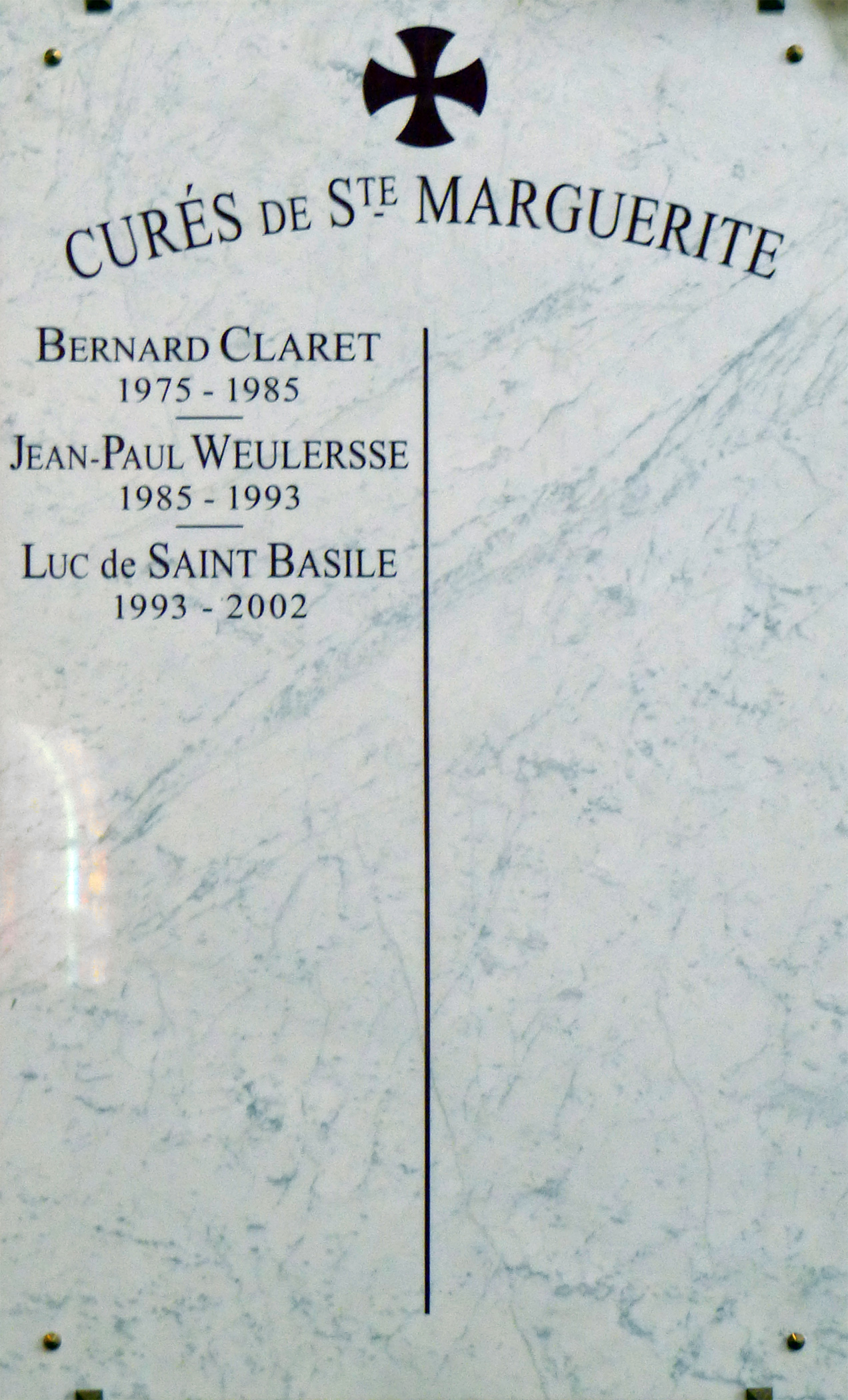

## Protection
L'église a fait l'objet de plusieurs arrêtés de protection au titre des monuments historiques :
- inscription le 14 décembre 1928 ;
- classement le 30 juin 1960 ;
- inscription le 16 janvier 1962 ;
- classement le 11 septembre 2017, qui annule les protections précédentes.